# STS-131

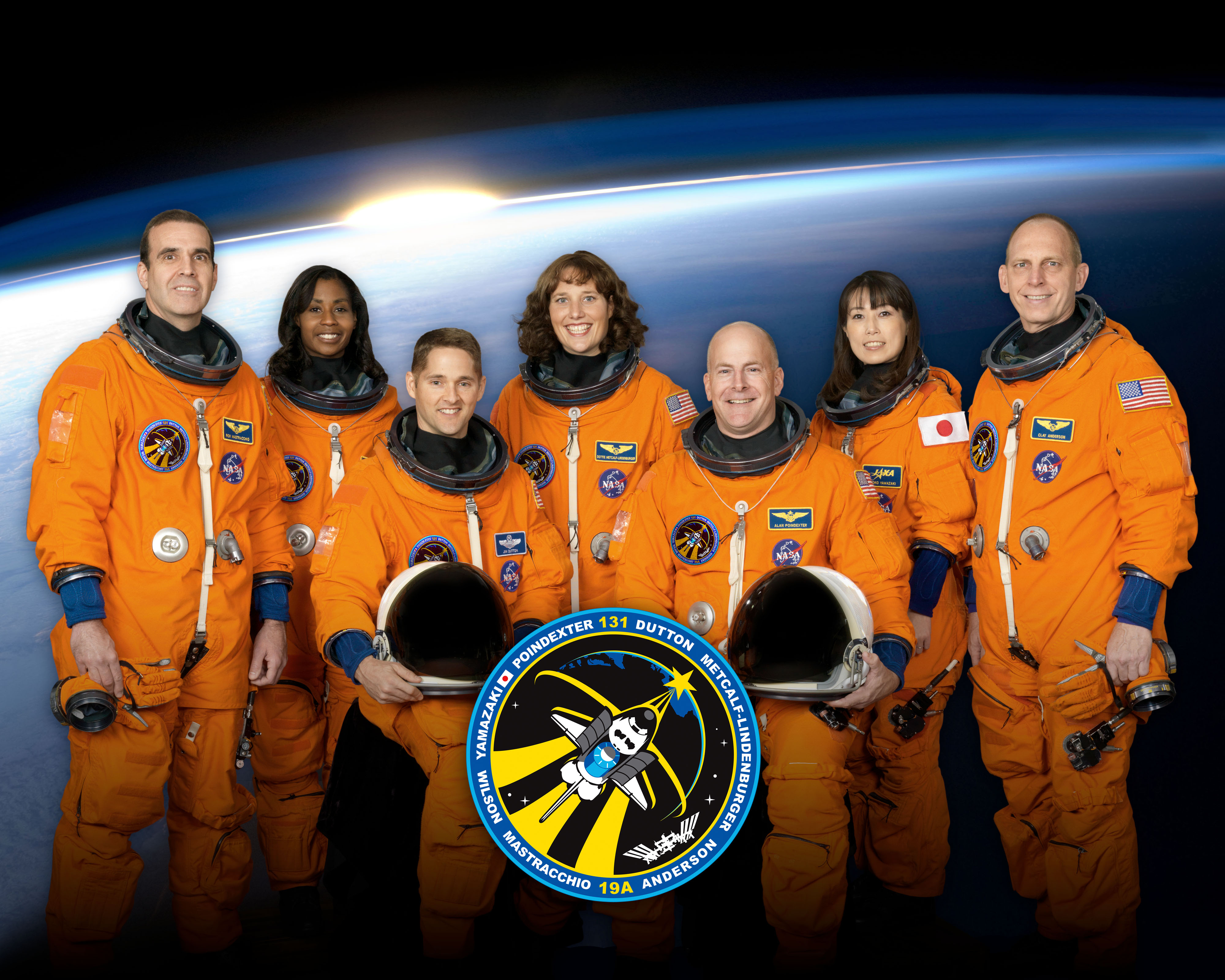
Екіпаж STS-131: Зліва направо: Мастраккіо, Вілсон, Деттон, Метклаф-Лінденбургер, Пойндекстер, Ямазакі, Андерсон.

STS-131 — космічний політ «Діскавері» за програмою «Спейс Шаттл». Це 33-й політ шатла до Міжнародної космічної станції (МКС).

## Екіпаж
- Алан Пойндекстер (2-й космічний політ) — командир;
- Джеймс Даттон (1-й космічний політ) — пілот;
- Річард Мастраккіо (3-й космічний політ) — фахівець з програми польоту;
- Клейтон Андерсон (2-й космічний політ) — фахівець з програми польоту;
- Дороті Меткаф-Лінденбергер(1-й космічний політ) — фахівець з програми польоту;
- Стефані Вілсон (3-й космічний політ) — фахівець з програми польоту;
- Наоко Ямадзакі (1-й космічний політ) — фахівець з програми польоту.

## Виходи у відкритий космос
Під час польоту було здійснено три виходи у відкритий космос.

#### Вихід 1— «Мастраккіо і Андерсон»
- Цілі: Підготовка до заміни бака з аміаком в системі охолодження; заміна гіроскопа системи навігації; зняття експериментальних зразків із зовнішньої поверхні японського наукового модуля
- Початок: 9 квітня 2010 року — 5:31 UTC
- Закінчення: 9 квітня 2010 року — 11:58 UTC
- Тривалість: 6 годин 27 хвилин
- Це 141-й вихід у космос, пов'язаний з МКС.

Це 4-й вихід у космос для Мастраккіо і 4-й вихід для Андерсона.

#### Вихід 2— «Мастраккіо і Андерсон»
- Ціль: Встановлення нового бака з аміаком в системі охолодження
- Початок: 11 квітня 2010 року — 5:30 UTC
- Закінчення: 11 квітня 2010 року — 12:56 UTC
- Тривалість: 7 годин 26 хвилин
- Це 142-й вихід у космос, пов'язаний з МКС.

Це 5-й вихід у космос для Мастраккіо і 5-й вихід для Андерсона.

#### Вихід 3— «Мастраккіо і Андерсон»
- Ціль: Перенесення старого бака у вантажний відсік шатлу для відправки на Землю
- Початок: 13 квітня 2010 року — 6:14 UTC
- Закінчення: 13 квітня 2010 року — 12:38 UTC
- Тривалість: 6 годин 24 хвилини
- Це 143-й вихід у космос, пов'язаний з МКС.

Це 6-й вихід у космос для Мастраккіо і 6-й вихід для Андерсона.

## Мета

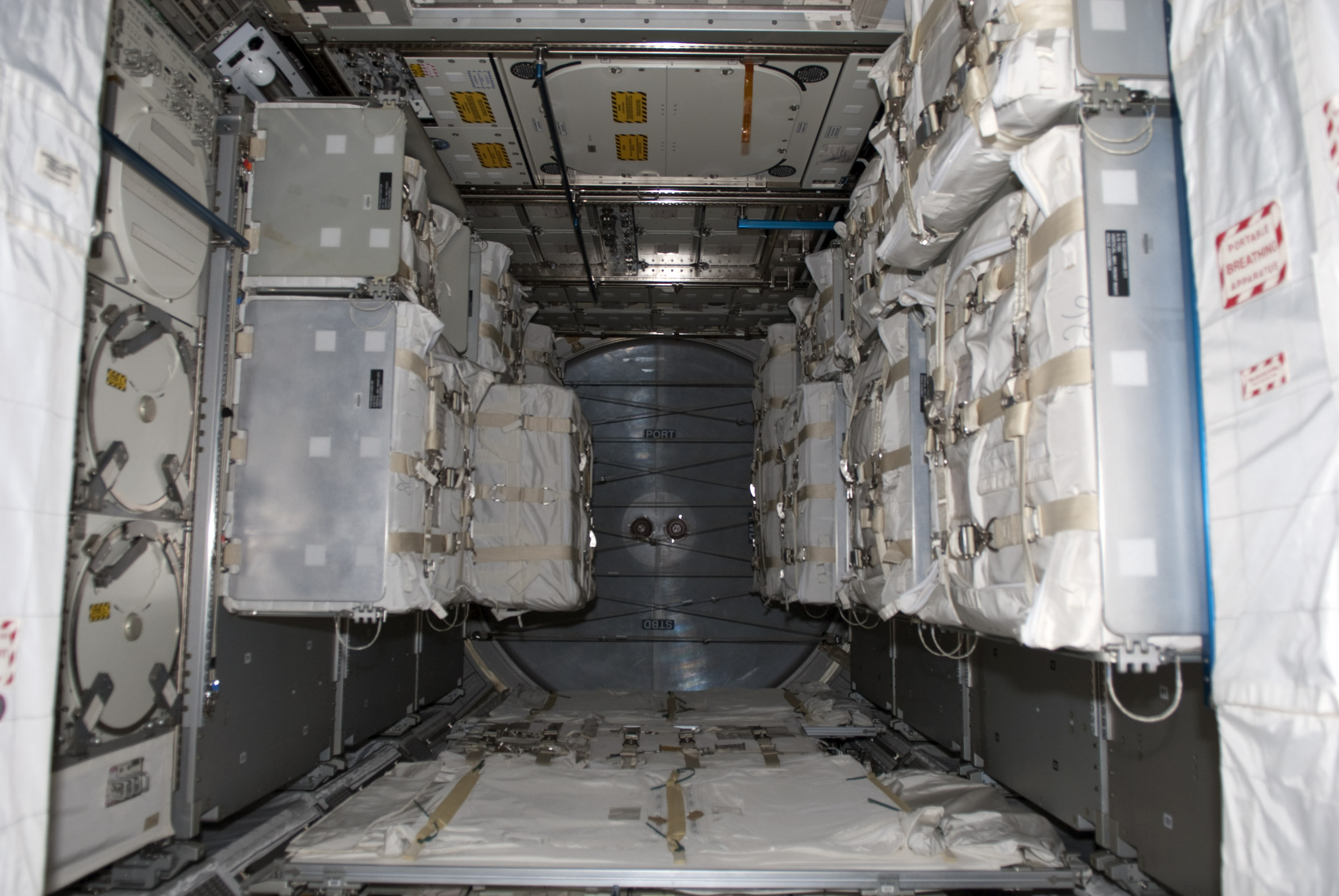
Усередині модуля «Леонардо»

Доставка наукового обладнання в транспортному модулі «Леонардо». Це сьомий політ даного модуля до МКС. У ньому упаковані: нові спальні місця, продукти та одяг для членів екіпажу МКС, нова лабораторна морозильна камера, спортивний тренажер, запасні частини для системи регенерації води, експериментальне обладнання та стійки з витратними матеріалами. У «Леонардо» також знаходиться спеціальне огородження, яке має бути змонтовано в модулі «Дестіні», призначеного для створення ефекту темної кімнати, для поліпшення умов спостереження і фотографування Землі. У модулі «Леонардо» розміщені корисні вантажі загальною масою приблизно 8,5 тонн. У вантажному відсіку шатла також поміщений бак для аміаку, який астронавтам належить встановити на станції і включити його в систему охолодження. Загальна маса обладнання і матеріалів, доставлених на станцію, становить понад 10 тонн.

## Підготовка до польоту
- 5 грудня 2008 року НАСА призначило екіпаж для місії STS-131: командир Алан Пойндекстер, пілот Джеймс Деттон, фахівці польоту Річард Мастраккіо, Клейтон Андерсон, Дороті Меткаф-Лінденбергер, Стефані Вілсон, Наоко Ямазакі.

В екіпажі «Діскавері» — три новачки космічних польотів: Джеймс Деттон, Дороті Меткаф-Лінденбергер і Наоко Ямазакі.
- 15 лютого 2010 року. Призначена на 11 лютого перевезення шатлу «Діскавері» з ангара в будівлю вертикального складання перенесена на 22 лютого через низьку температуру 7 °C, яка встановилася у Флориді. Це перенесення спричинить за собою перенесення старту на початок квітня. Якщо 22 лютого «Діскавері» буде в будівлі вертикального складання, то перевезення на стартовий майданчик відбудеться 2 березня.
- 16 лютого. Старт шатла «Діскавері» переноситься з 18 березня на 5 квітня. Політ «Діскавері» планувався на період з 18 по 30 березня. Тижнева затримка перевезення шатла в будівлю вертикального складання тягне за собою тижневе зрушення, що означає зсув повернення на Землю на початок квітня. На 2 квітня призначений старт російського корабля «Союз ТМА-18» з черговою зміною екіпажу МКС. «Союз ТМА-18» повинен пристикуватися до МКС 4 квітня. Щоб уникнути перетинання на орбіті «Діскавері» і «Союзу», старт шатла переноситься на 5 квітня 10 годин 27 хвилин (6:00 27 хвилин східного літнього часу США). Повернення на Землю має відбутися 18 квітня о 4 годині 30 хвилин.

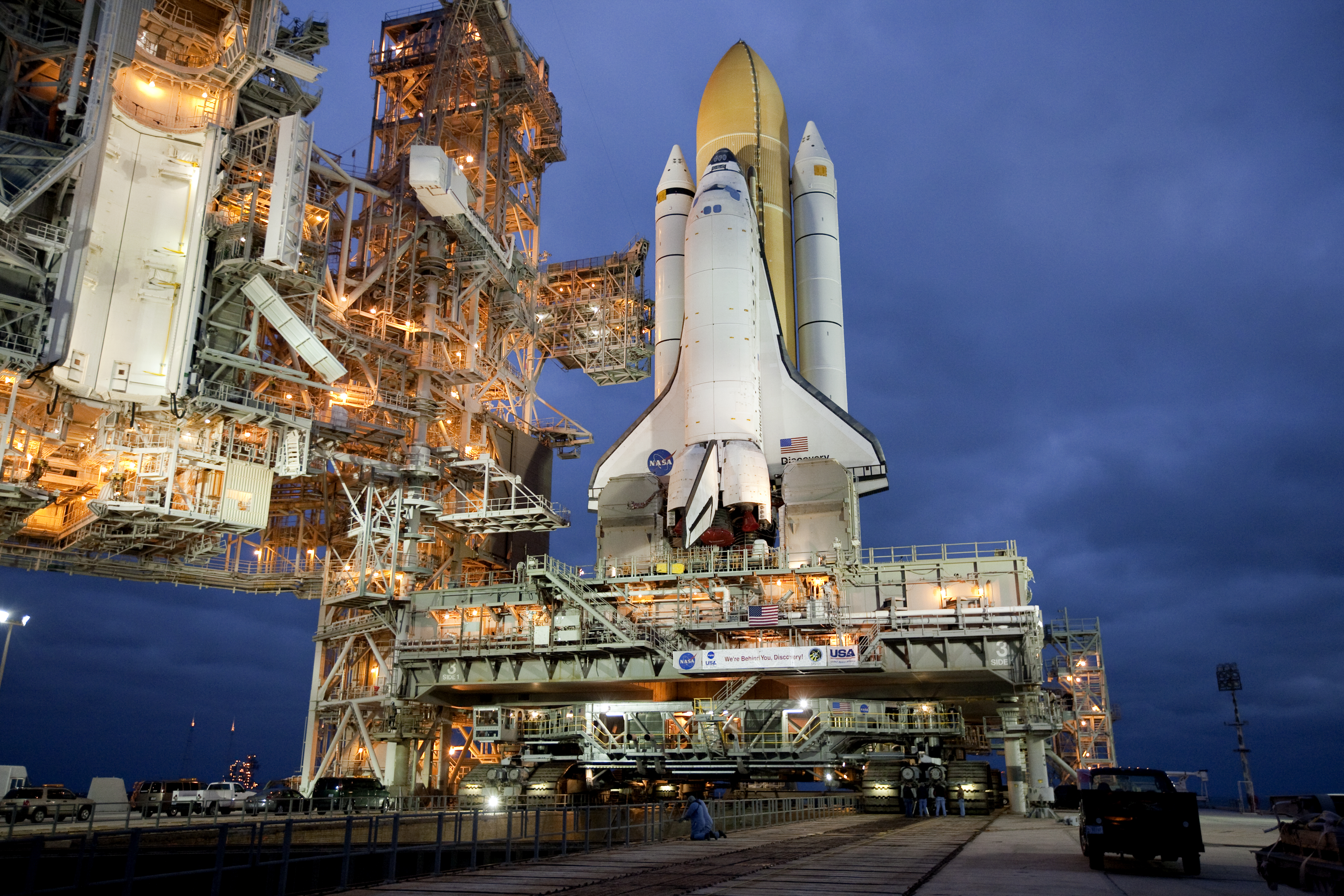
Перевезення «Діскавері» в будівлю вертикального складання

- 22 лютого в Космічному центрі імені Кеннеді приземлився шатл «Індевор», який успішно завершив свою місію STS-130. У цей же день з ангара в будівлю вертикального складання був перевезений шатл «Діскавері», який готується до наступної місії STS-131.

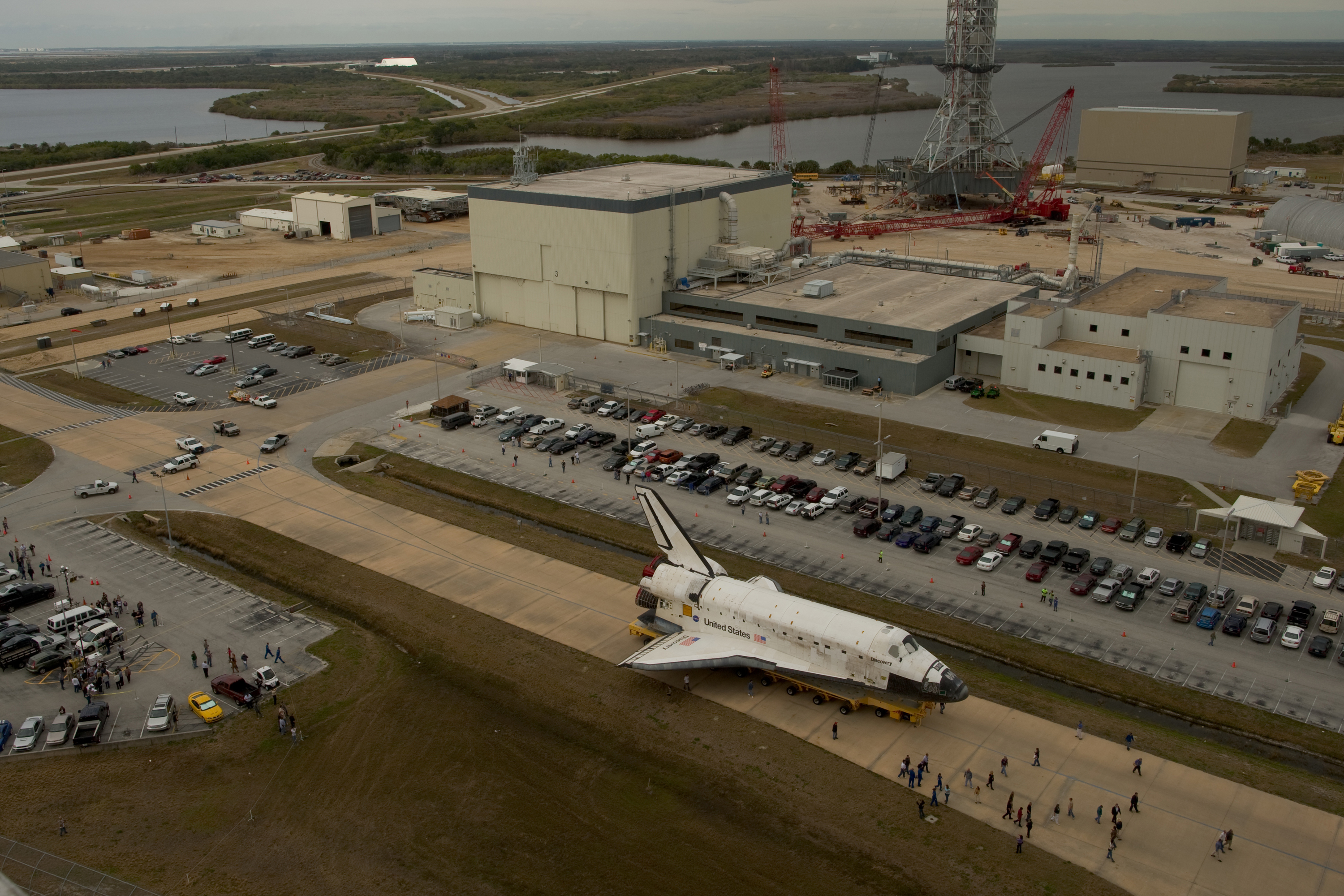
Установка «Діскавері» на стартовому майданчику

У ніч на 2 березня шатл «Діскавері» в зв'язці з зовнішнім паливним баком і твердопаливними прискорювачами перевезений з будівлі вертикального складання на стартовий майданчик 39А. Перевезення розпочалися о 4 годині 58 хвилин (1 березня в 23 годині 58 хвилин місцевого часу). Об 11 годині 48 хвилин «Діскавері» був встановлений на стартовому майданчику.
- 26 березня офіційно оголошено, що шатл «Діскавері» STS-131 стартує 5 квітня в 10:00 21 хвилину за Гринвічем (6:00 21 хвилину річного часом східного узбережжя США).
- 1 квітня о 10 годині 48 хвилин на космодром мису Канаверал прибув екіпаж «Дискавері» для безпосередньої підготовки до польоту.
- 2 квітня о 7 годині за Гринвічем почався зворотний передстартовий відлік часу місії STS-131. Старт «Діскавері» повинен відбутися 5 квітня о 10 годині 21 хвилині 23 секунд (6:00 21 хвилину місцевого часу). Якщо з якоїсь причини старт не відбувся б 5 квітня, то друга спроба старту була б зроблена 6 квітня в 9:00 59 хвилин за Гринвічем.

## Опис польоту

### Старт і перший день польоту
5 квітня 6:21 — 5 квітня 16:21

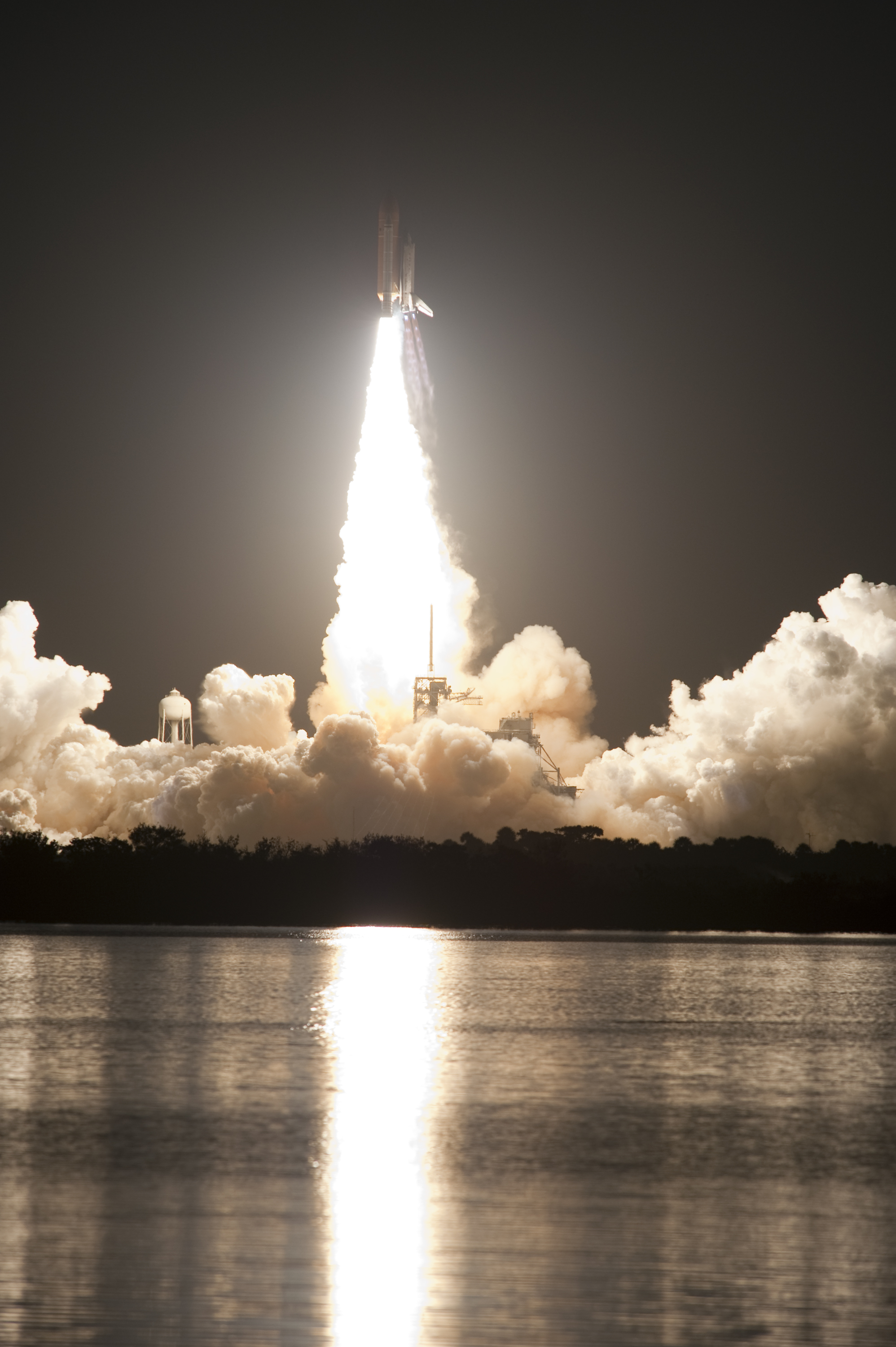
Старт «Діскавері»

Прогноз погоди на час запуску шатла з імовірністю 80 % сприятливий для старту: мінлива хмарність, нижній край хмар на висоті 900 метрів (3000 футів), швидкість вітру 2,6 м/с, температура 18°C.
О 1 годині 28 хвилин, із запізненням на 32 хвилини від графіка, почалося закачування рідких кисню і водню в зовнішній паливний бак шатла. Півгодинна затримка не впливає на час старту. Рідкий кисень закачується у верхню третину зовнішнього бака. Обсяг рідкого кисню становить 650 000 літрів, температура -148 °C. Обсяг рідкого водню становить 1,75 млн літрів, температура −217 °C. Закачування палива в зовнішній паливний бак закінчилася о 4 годині 30 хвилин.
О 6 годині 49 хвилин екіпаж у автобусі прибув на стартовий майданчик 39А, де встановлений «Діскавері». О 7 годині астронавти почали розміщуватися в кабіні шатла. Першим зайняв своє місце командир екіпажу Алан Пойндекстер, потім Клей Андерсон, пілот Джеймс Деттон, Стефанії Вілсон, Річард Мастраккіо, японська астронавтка Наоко Ямазакі і Дороті Меткаф-Лінденбергер. Посадка екіпажу закінчилася о 7 годині 47 хвилин. За дві години до старту, о 8 годині 23 хвилини, був закритий люк шатла.
О 10 годині 21 хвилину шатл «Діскавері» стартував. Через 90 секунд після старту маса злітного майданчика становила половину від тої, що була перед стартом. Твердопаливні прискорювачі спалюють 5 тонн палива в секунду, а основні двигуни шатла споживають півтонни рідкого палива в секунду із зовнішнього бака. Через 2 хвилини і 10 секунд були від'єднані відпрацьовані твердопаливні прискорювачі. Через чотири з половиною хвилини «Діскавері» був на висоті 100 км, відстань від точки старту становила 290 км. Через 8 хвилин 31 секунду шатл вийшов на орбіту, двигуни шатла були вимкнені, шатл від'єднався від зовнішнього паливного бака.
Після старту «Діскавері» вийшов на орбіту з параметрами: апогей 219 км і перигей 58 км, через півгодини після старту було проведено коректування орбіти, параметри якої стали: апогей 259 км і перигей 227 км.
Об 11 годині 53 хвилини був розкритий вантажний відсік шатлу. О 12 годині була розкрита антена Ku-діапазону. Ця антена знаходиться у передньому правому кутку вантажного відсіку шатлу. Однак активація і тестування працездатності антени показали, що антена не функціонує. Антена Ku діапазону використовується як радар під час зближення і стикування з МКС, а також для високошвидкісної передачі інформації (у тому числі телевізійного зображення) через супутник на Землю. Хоча антена відстежує напрям на комунікаційний супутник, але передача команд і інформації через антену не проходить. Мабуть, вийшов з ладу електронний блок, що відповідає за передачу інформації через антену. Однак, стикування зі станцією може бути здійснене із застосуванням інших засобів шатла.

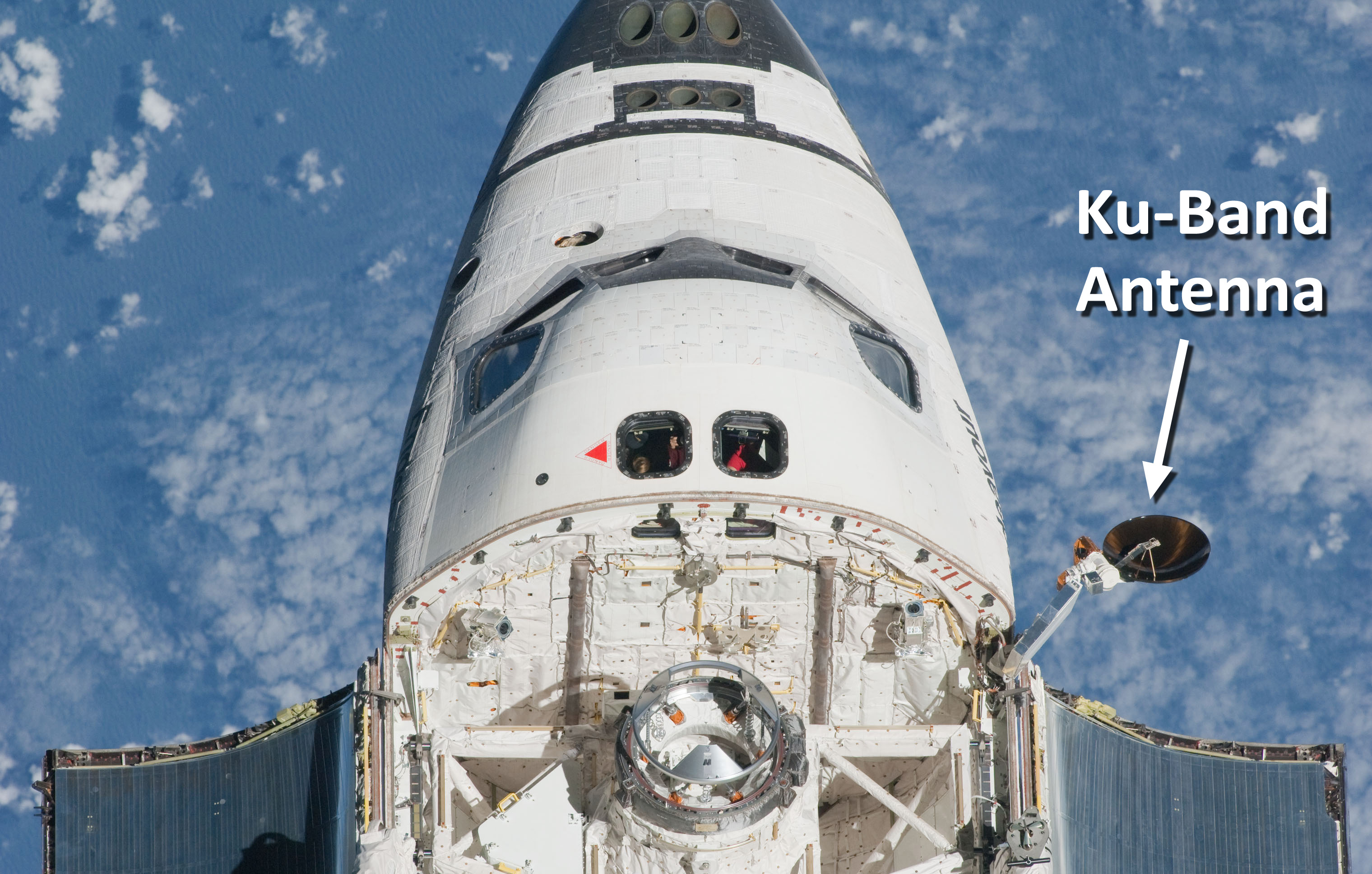
Розгорнута антена Ku діапазону

Непрацездатність антени означає неможливість передачі телевізійного зображення теплозахисного покриття шатла під час обстеження, яке відбудеться у другий день польоту. У цьому випадку телевізійне зображення буде записано і пізніше передано на Землю через антену Ku діапазону станції. При цьому фахівці на Землі, які займаються аналізом результатів обстеження теплозахисного покриття, будуть мати істотно менше часу для своєї роботи. Якщо несправність антени не буде усунена, то друга інспекція теплозахисного покриття, яка зазвичай проводиться після розстикування зі станцією, буде проведена до розстикування, і телевізійне зображення інспекції буде знову передано на Землю через антену МКС.
О 13 годині 8 хвилин було проведено друге коригування орбіти. Параметри орбіти шатла після коригування: перигей 228 км, апогей 335 км.
Астронавти переводять системи шатлу в режим роботи на орбіті. Підготовляють подовжувач маніпулятора для майбутньої інспекції теплозахисного покриття шатла, яке відбудеться наступного дня.
Під час старту «Діскавері» Міжнародна космічна станція знаходилася над Атлантичним океаном, на південний захід Ірландії.

### Другий день польоту
6 квітня 00:21 — 6 квітня 16:21
О 3 годині «Діскавері» знаходився за 2700 км від станції і наближався до неї зі швидкістю 185 км за кожен виток навколо Землі.
За допомогою лазерного сканера і камери з високою роздільною здатністю, встановлених на подовжувачі робота-маніпулятора станції, астронавти проводять обстеження теплозахисного покриття днища і крайок крил шатла. Роботом-маніпулятором шатла управляли, змінюючи один одного, Алан Пойндекстер, Джеймс Деттон, Наоко Ямазакі, Дороті Меткаф-Лінденбергер і Стефані Вілсон. Через несправність антени для високошвидкісної передачі даних, телевізійне зображення, обсяг якого становить 40 гігабайт, запам'ятовується в комп'ютері шатла. Після стикування зі станцією і під'єднання комп'ютера шатла до бездротової мережі станції, зображення буде передано через антену МКС на Землю.
Обстеження правого крила почалося о 5 годині 40 хвилин і тривало близько півтори години. Далі були обстежені ніс і покриття передньої частини шатла, і потім лівого крила. Обстеження було закінчено о 10 годині 48 хвилин. Об 11 годині 55 хвилин подовжувач маніпулятора, на якому встановлені лазерний сканер і високороздільна камера, був складений у вантажному відсіку шатла.
Було проведено кілька коригувань орбіти шатла з метою зближення зі станцією. Параметри орбіти «Діскавері» складають: перигей 320 км, апогей 335 км.
Астронавти підготовляли обладнання для майбутнього стикування з МКС. Річард Мастраккіо і Клей Андерсон перевіряли свої скафандри для майбутніх виходів у відкритий космос.
Об 11 годині «Діскавері» знаходився за 1600 км (1000 миль) від станції і наближався до неї зі швидкістю 160 км за кожен виток навколо Землі.

### Третій день польоту
7 квітня 00:21 — 7 квітня 16:21
День стикування з Міжнародною космічною станцією.
Астронавти зробили чергову спробу активації антени Ku діапазону, але безуспішно.

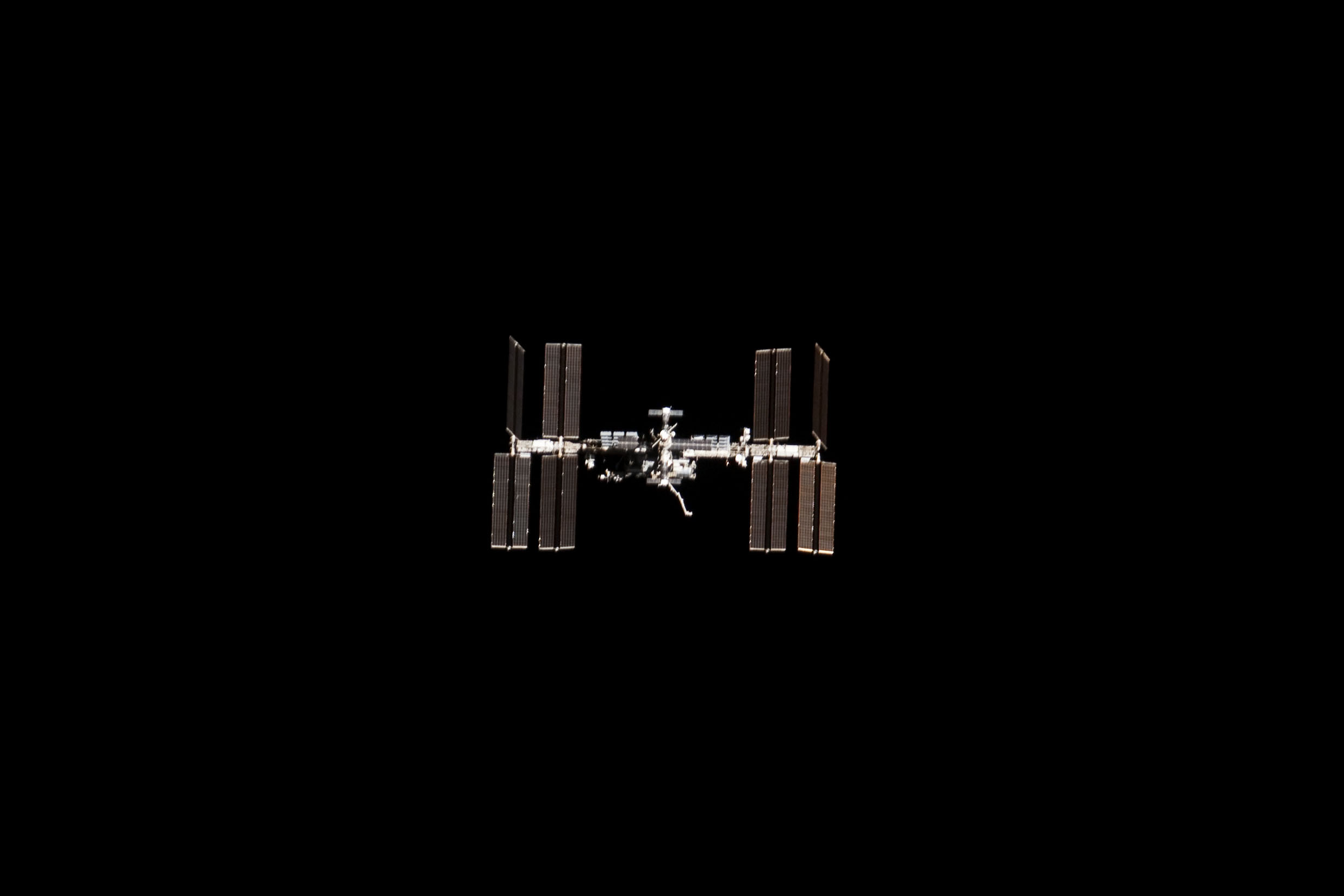
«Діскавері» наближається до МКС

О 3 годині 36 хвилин було проведено чергове коригування орбіти. О 3 годині 57 хвилин «Діскавері» перебував за 68 км від станції і наближався до неї зі швидкістю 9 м/с.
О 5 годині 7 хвилин було проведено заключне коригування орбіти. «Діскавері» перебував за 14 км від станції. О 5 годині 44 хвилини, приблизно за дві години перед стикуванням, шатл знаходився за 10 км від станції. О 6 годині 16 хвилин шатл знаходився на відстані 1,7 км від станції.
О 6 годині 48 хвилин, коли «Діскавері» знаходився на відстані під станцією, командир шатла Алан Пойндекстер почав маневр розвертання, в ході якого шатл зробив перекид перед ілюмінаторами модуля «Зірка» станції, через які астронавти МКС Олег Котов і Тімоті Крімер знімали теплозахисне покриття днища і крил шатла. Переворот було здійснено за десять хвилин.
О 7 годині 12 хвилин шатл вийшов вперед за курсом від станції. Ніс шатла спрямований у космос, корма на Землю, розкритий вантажний відсік, в якому знаходиться стикувальний вузол, спрямований на станцію. У цей час шатл перебуває на відстані 80 метрів від станції, швидкість зближення становить 6 см/с. Астронавти використовують ручний лазерний вимірювач відстані. О 7 годині 35 хвилин відстань між шатлом і МКС становило 15 метрів.

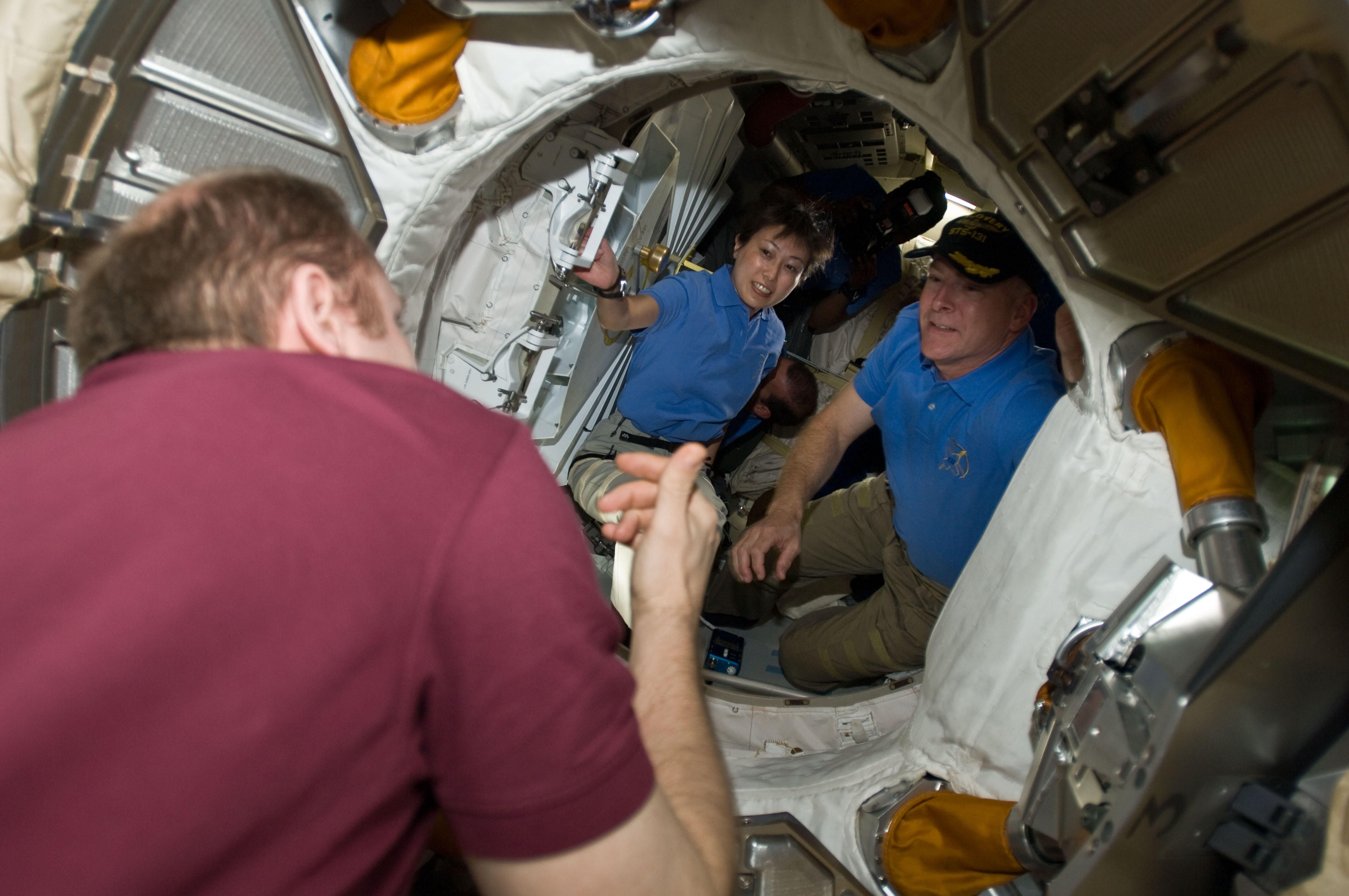
Люк між «Діскавері» і МКС — Відкритий

Стикування відбулося о 7 годині 44 хвилин над Карибським морем.

Люк між МКС і «Діскавері» був відкритий в 9 годині 11 хвилин. Екіпаж «Діскавері» вітав екіпаж 23-й експедиції МКС. На орбіті зустрілися екіпаж «Дискавері»: Алан Пойндекстер, Джеймс Деттон, Наоко Ямазакі, Дороті Меткаф-Лінденбергер, Річард Мастраккіо, Клей Андерсон, Стефані Вілсон і екіпаж 23-й експедиції МКС: Олег Котов, Тімоті Крімер, Соїті Ногуті, Олександр Скворцов, Михайло Корнієнко, Трейсі Колдуел — Дайсон. Вперше на орбіті одночасно чотири жінки і вперше в космосі одночасно два японських астронавта.

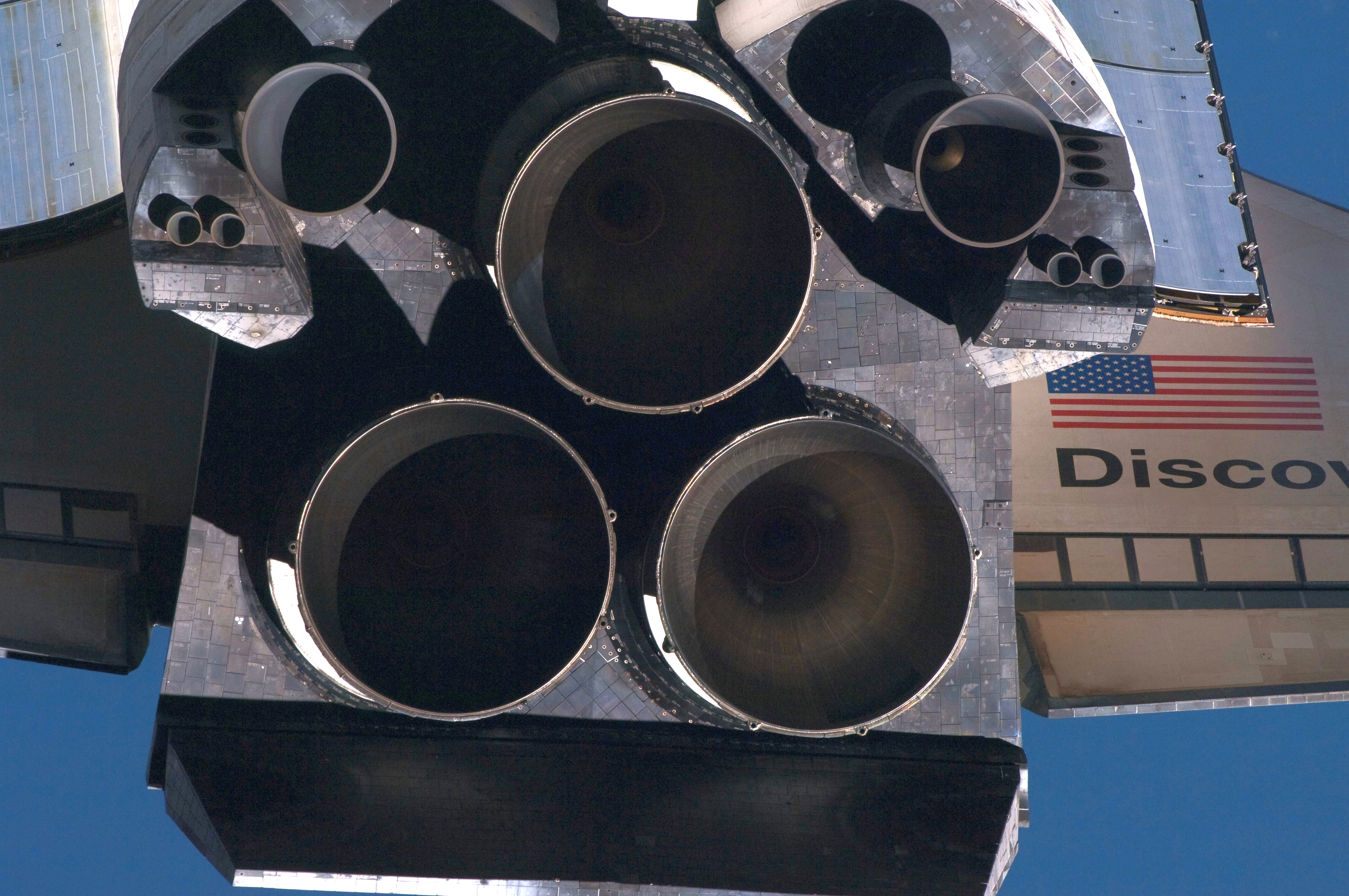
Вид задньої частини шатла «Діскавері», включаючи три його основні двигуни
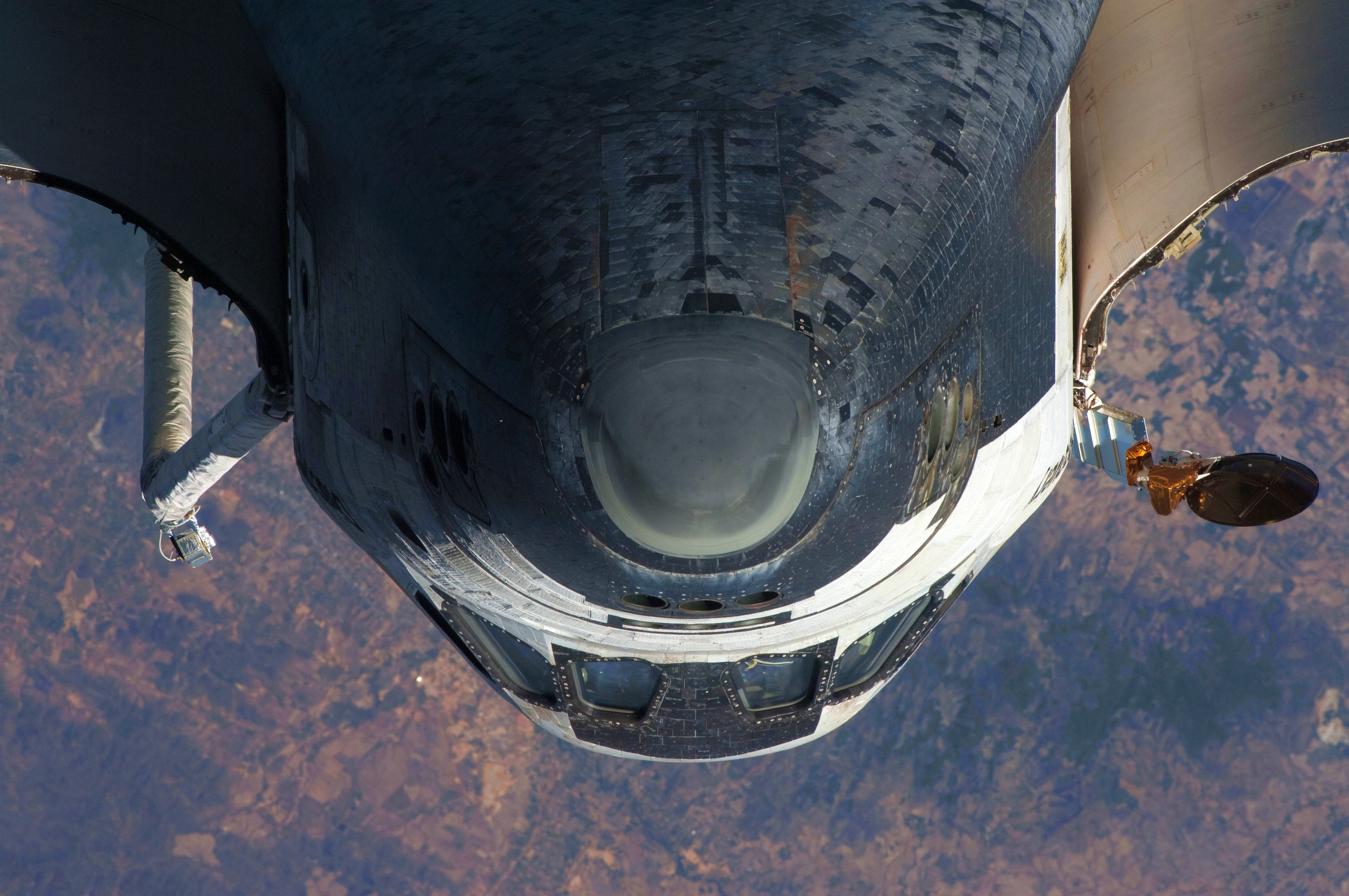
Вид нижньої частини кабіни шатла «Діскавері»
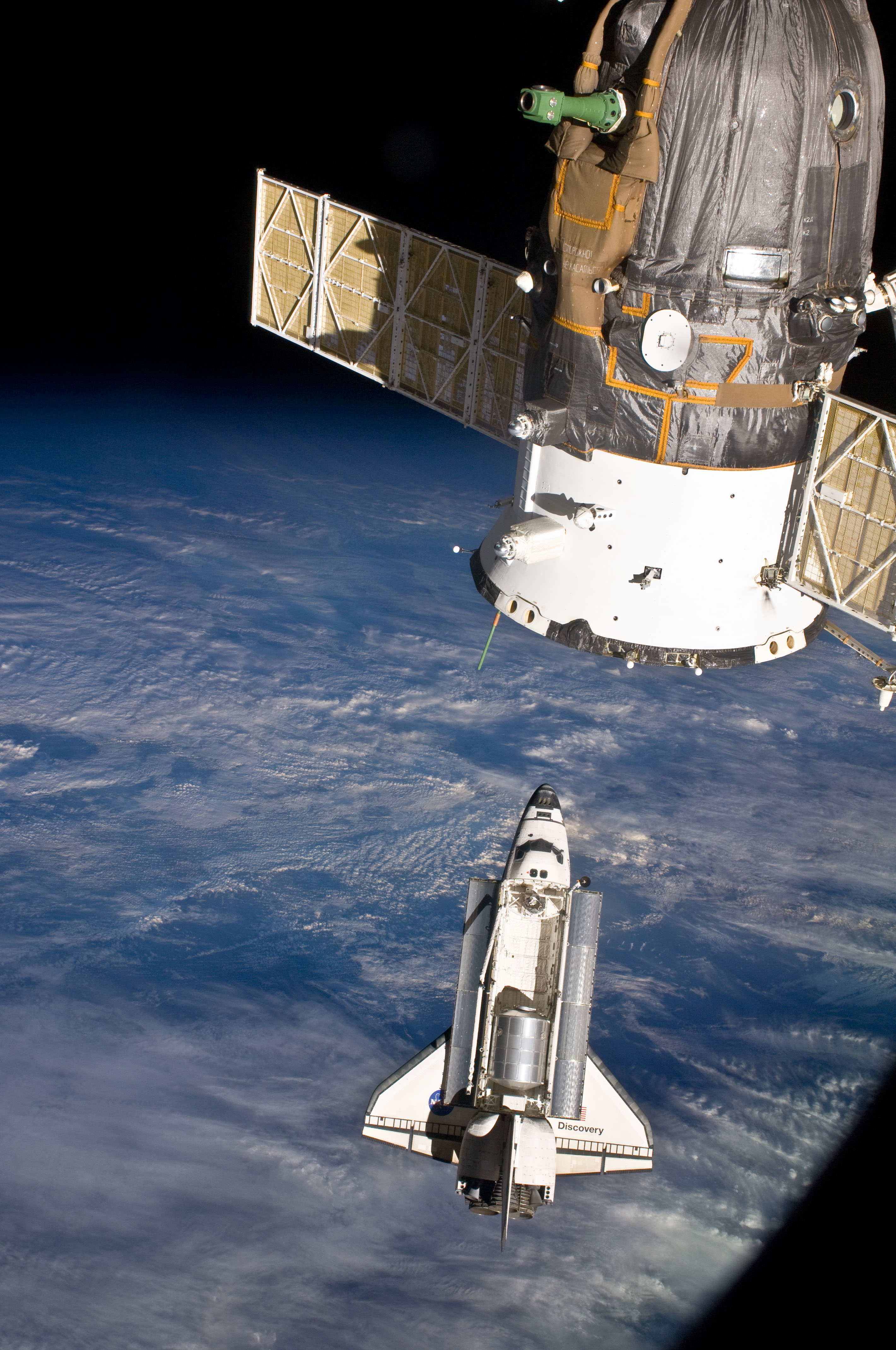
Шатл «Діскавері» та Міжнародна космічна станція
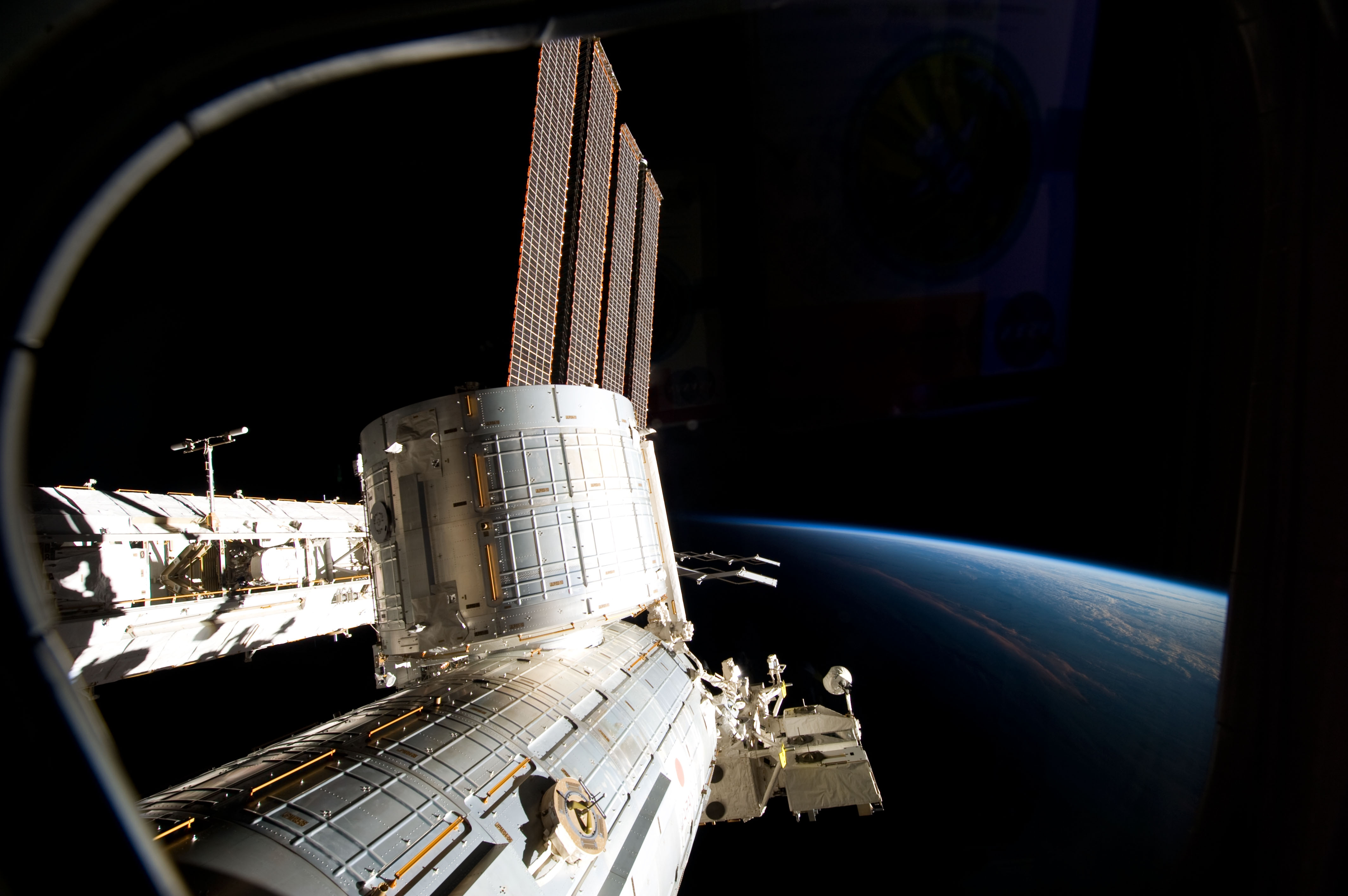
Японський комплекс Кібо Міжнародної космічної станції на тлі темряви космосу та горизонту Землі

### Четвертий день польоту
8 квітня 00:21 — 8 квітня 16:21

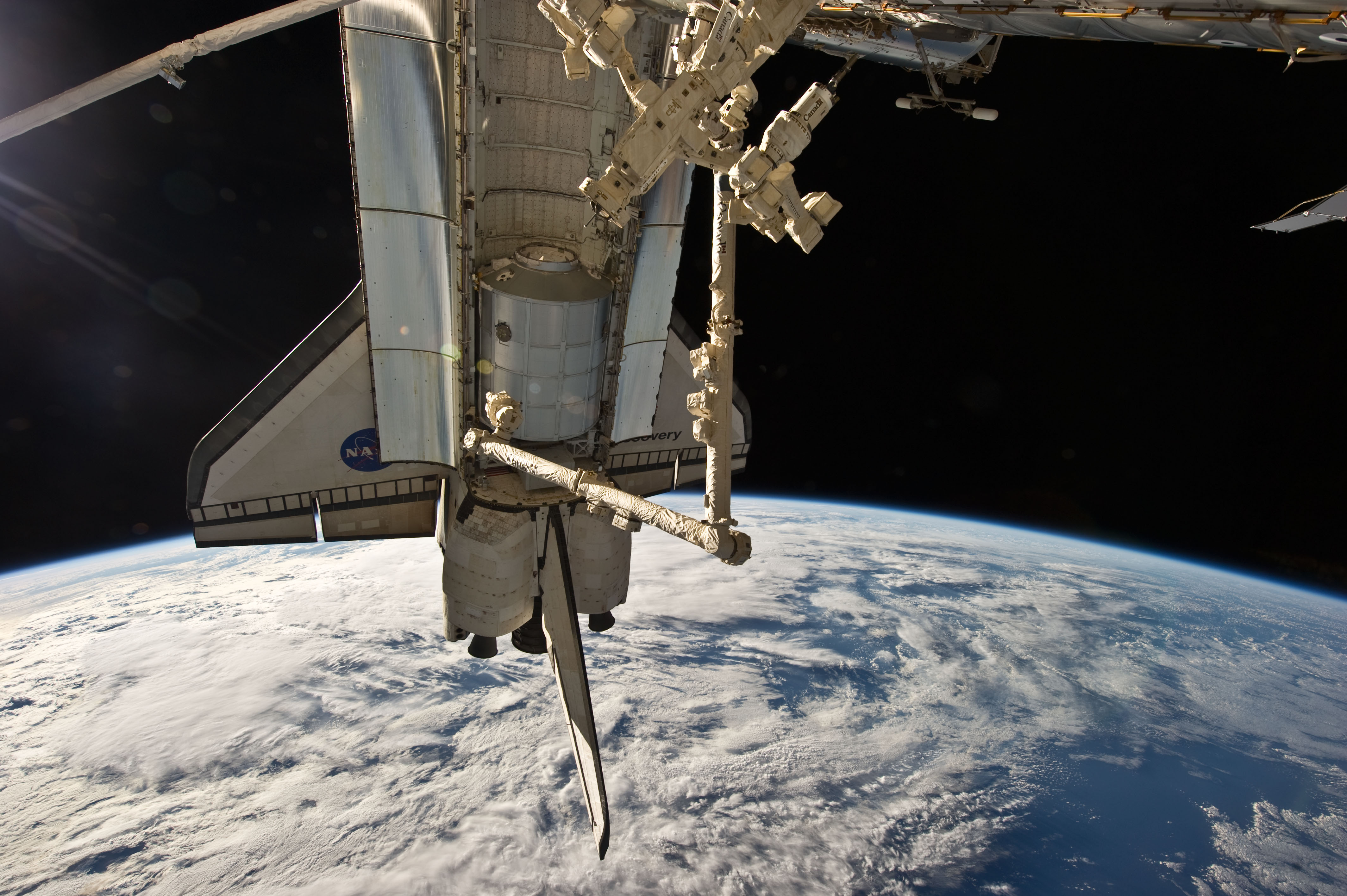
Підйом модуля «Леонардо» з вантажного відсіку шатлу

Вивантаження модуля «Леонардо» з вантажного відсіку шатлу та приєднання його до модуля «Гармонія». Маса модуля «Леонардо» разом з корисним вантажем, що перебуває в ньому, становить 12,4 тонн, розміри модуля: довжина 6,4 метра, діаметр 4,6 метра.
Вивантаження модуля здійснювалася за допомогою робота-маніпулятора МКС, яким з модуля «Дестіні» управляли Стефані Вілсон і Наоко Ямазакі.
О 2 годині 30 хвилин модуль «Леонардо» був зачеплений маніпулятором. О 2 годині 55 хвилин були відкриті замки, які утримують модуль у вантажному відсіку шатла. О 3 годині 21 хвилину модуль був піднятий з вантажного відсіку «Діскавері». О 4 годині 14 хвилин модуль був підведений до спрямованого на Землю стикувального вузла модуля «Гармонія». О 4 годині 24 хвилини «Леонардо» був пристикований до станції. О 4 годині 54 хвилини маніпулятор станції був відведений від модуля «Леонардо». Відкриття люка в модуль «Леонардо» заплановано на 12 годин.
Річард Мастраккіо і Клей Андерсон готувалися до майбутнього наступного дня першого виходу у відкритий космос.

### П'ятий день польоту
9 квітня 00:51 — 9 квітня 17:21

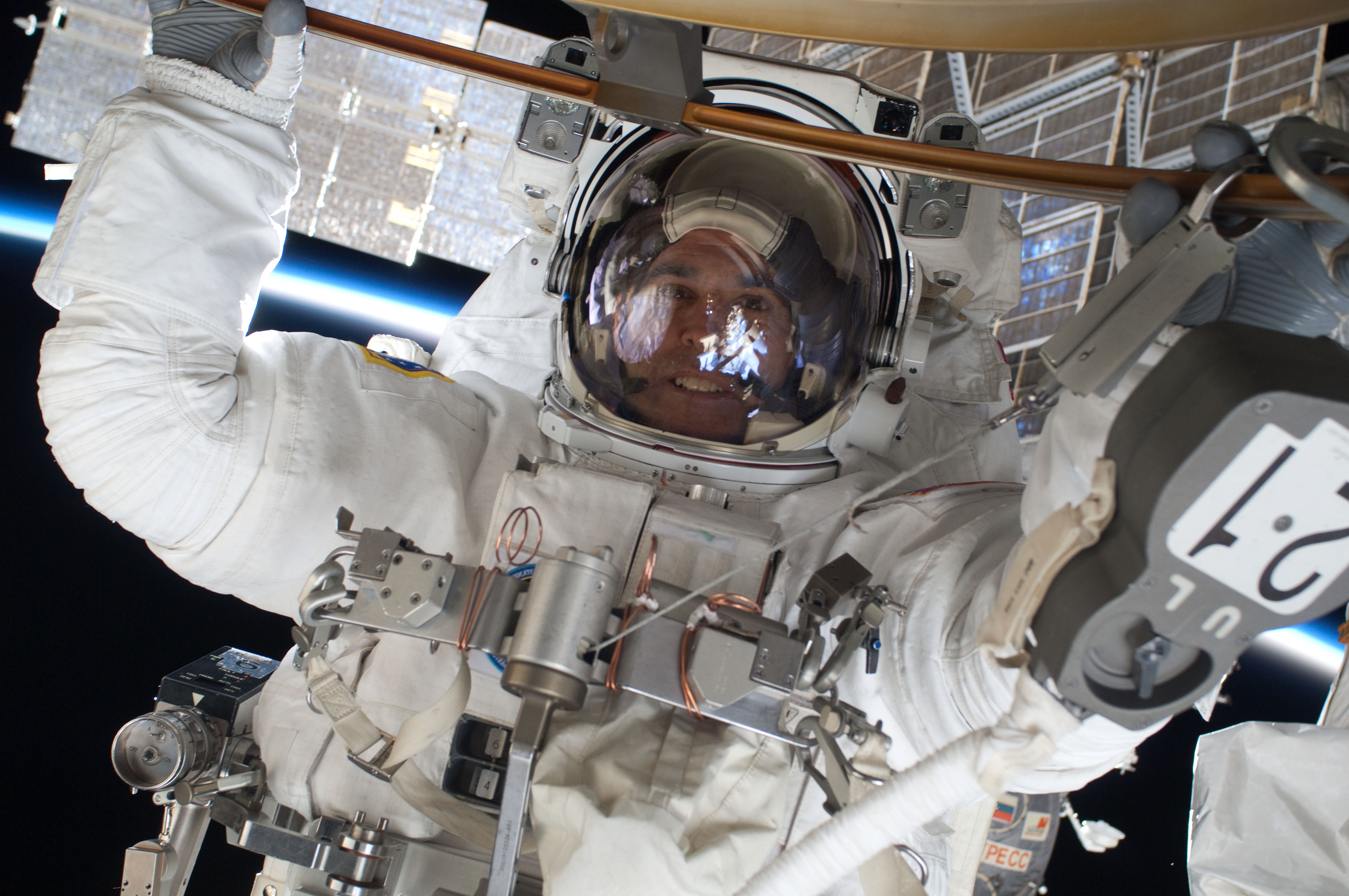
Мастраккіо у відкритому космосі

Перший вихід у відкритий космос. Виходять астронавти Річард Мастраккіо і Клей Андерсон. У липні 2007 року астронавти Мастраккіо і Андерсон вже робили спільний вихід у відкритий космос. У той час Андерсон був членом 15-й довготривалої експедиції МКС, а Мастраккіо прибув на станцію на шатлі «Індевор» STS-118. Завдання виходу — перенесення бака аміаку з вантажного відсіку шатлу на фермову конструкцію станції.
Під час трьох виходів у відкритий космос астронавтам належало замінити бак з аміаком на правій стороні фермової конструкції станції.
Під час першого виходу астронавти повинні були дістати бак для аміаку з вантажного відсіку «Діскавері» і тимчасово закріпити його на фермовій конструкції станції.
Під час другого виходу астронавти повинні будуть поміняти старий бак на новий.
Під час третього виходу вони мали перенести старий бак від фермової конструкції у вантажний відсік шатлу і закріпити його там. Аналогічна операція на правій стороні фермової конструкції була виконана астронавтами під час польоту «Діскавері» STS-128 у вересні 2009 року. Маса бака аміаку становить 770 кг.
Вихід почався о 5 годині 31 хвилину. Координатором виходу всередині станції була Дороті Меткаф-Лінденбергер. Роботом-маніпулятором станції керували Стефанії Вілсон і Джозеф Деттон. Вийшовши з модуля «Квест», Мастраккіо попрямував у вантажний відсік шатлу, де закріплений новий бак з аміаком. Він встановив на баку пристосування для захоплення, за допомогою якого бак буде зачеплений роботом-маніпулятором. Андерсон попрямував до сегмента S1, де знаходиться старий бак з аміаком, який підлягає заміні. Андерсон від'єднав від бака підвідні лінії аміаку і азоту. Потім астронавти зняли кріплення, які утримували новий бак у вантажному відсіку. О 7 годині 39 хвилин бак був звільнений і Андерсон підійняв його руками над головою. О 7 годині 47 хвилин бак був захоплений підведеним до нього маніпулятором станції. За допомогою маніпулятора, бак був перенесений до візка мобільного транспортера.

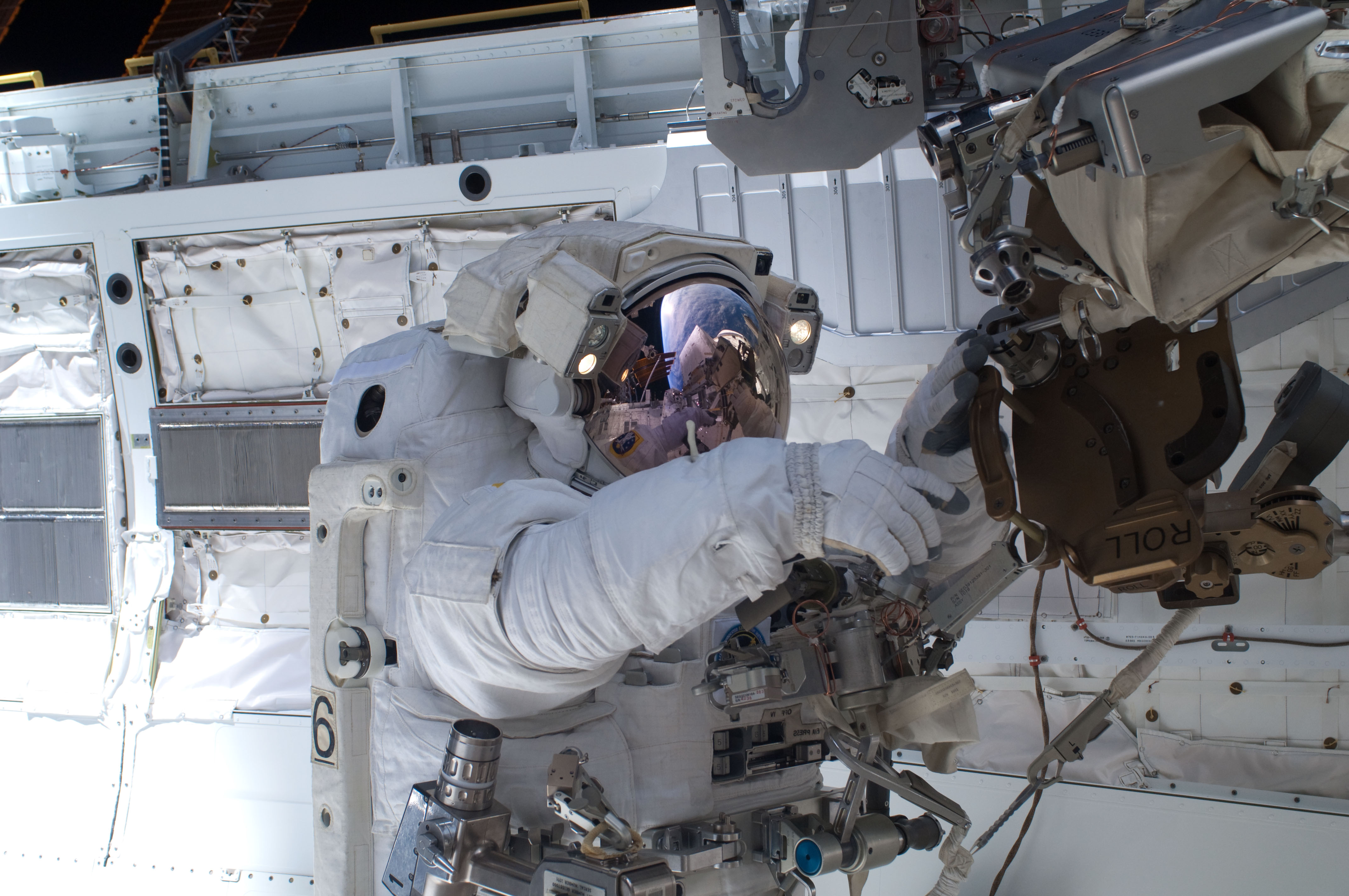
Андерсон у відкритому космосі

У цей час (8 година 22 хвилин) Річард Мастраккіо попрямував до японського модуля «Кібо», де він зняв експериментальні зразки, щоб перенести їх у станцію. Астронавти перемістилися до візка мобільного транспортера, щоб тимчасово закріпити на ній новий бак з аміаком.

### Шостий день польоту
10 квітня 1:21 — 10 квітня 17:21
У НАСА оголосили, що політ «Діскавері» продовжено на одну добу. Додатковий час необхідно для проведення заключного обстеження теплозахисного покриття шатла. Це обстеження буде проведено до відстикування «Діскавері» від станції, щоб передати телевізійне зображення на Землю через високошвидкісний канал МКС, бо антена Ku діапазону шатла не функціонує. Раніше інспекція теплозахисного покриття шатла в зістикованому зі станцією становищем проводилася в березні 2008 року під час польоту «Індевор» STS-123. Приземлення перенесено на 19 квітня о 12 годині 54 хвилини.

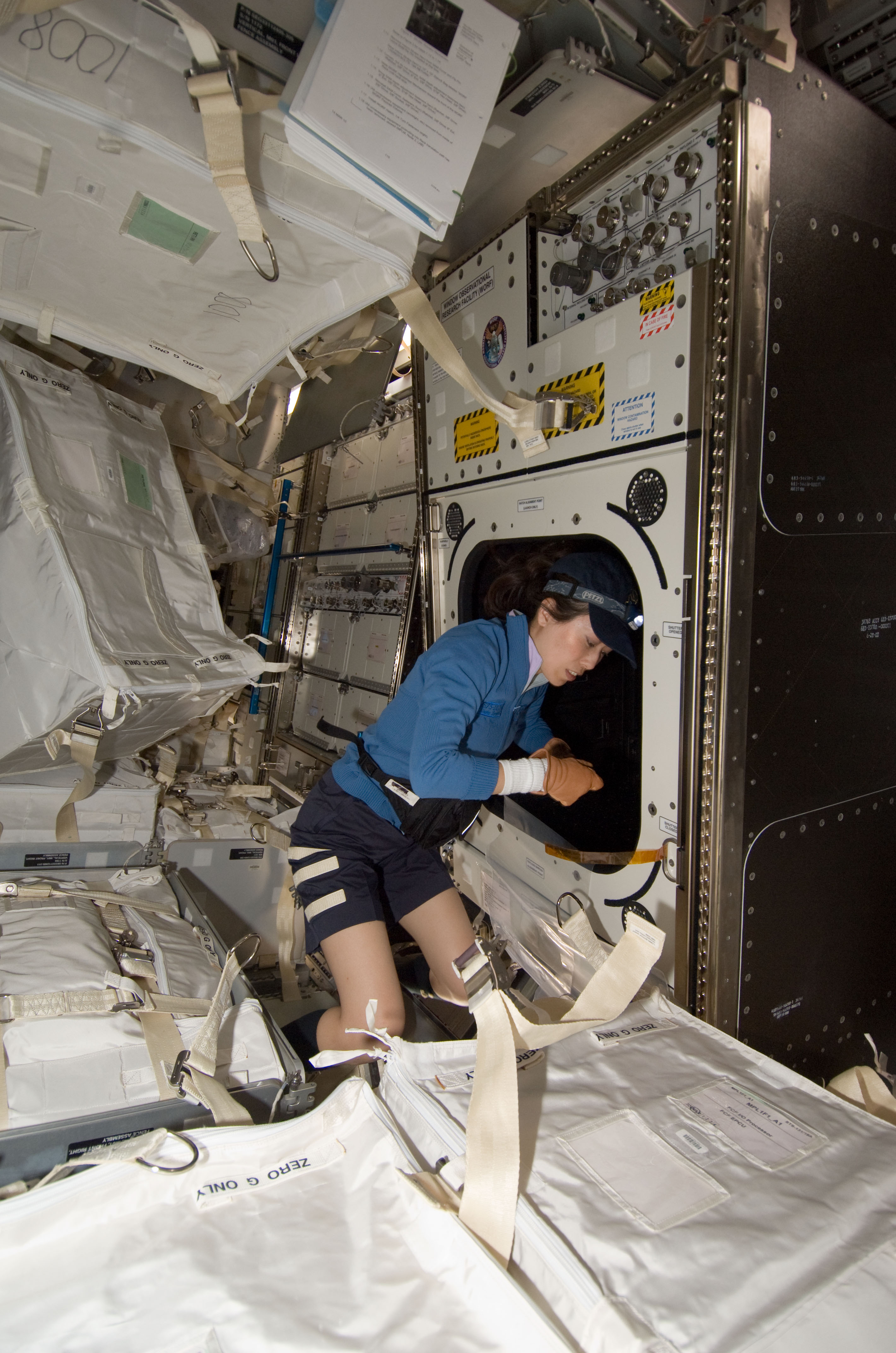
Наоко Ямазакі збирає огорожу «темна кімната» у модулі «Дестіні»

День був присвячений перенесенню доставлених вантажів з модуля «Леонардо» у МКС. Для розвантаження модуля «Леонардо» потрібно близько 120 годин. Японська астронавт Наокі Ямазукі здійснює загальну координацію процесу розвантаження модуля.
0 5 годині 24 хвилини спрацював датчик задимлення в російському модулі «Зірка». Астронавти «Діскавері» перервали роботу і зайняли свої місця в шатлі. О 5 годині 31 хвилин було встановлено, що це було помилкове спрацьовування датчика задимлення. Датчик спрацював через пил, що виник при чищенні повітряного фільтра в модулі «Зірка».
Астронавти Річард Мастраккіо, Клей Андерсон і Стефані Вілсон розмовляли з радіо репортерами Nebraska Public Radio, «CBS Newspath» і радіомережі і «KETV-ТВ» в Омасі.
Алан Пойндекстер, Джеймс Деттон і Доротті Метклаф-Лінденбургер провели бесіду зі студентами, які перебували у Монтереї (Каліфорнія).
Річард Мастраккіо і Клей Андерсон готували свої скафандри, обладнання та інструменти до майбутнього (другого) виходу у відкритий космос, що відбудеться наступного дня.

### Сьомий день польоту
11 квітня 1:21 — 11 квітня 17:51
Другий вихід у відкритий космос. Заміна старого бака аміаку на новий на сегменті «S1» на правій стороні фермової конструкції. Підлягає заміні бак був доставлений і змонтований на станції разом з сегментом S1 у 2002 році. Аналогічний бак на лівій стороні фермової конструкції був замінений під час експедиції «Діскавері» STS-128 у вересні 2009 року.

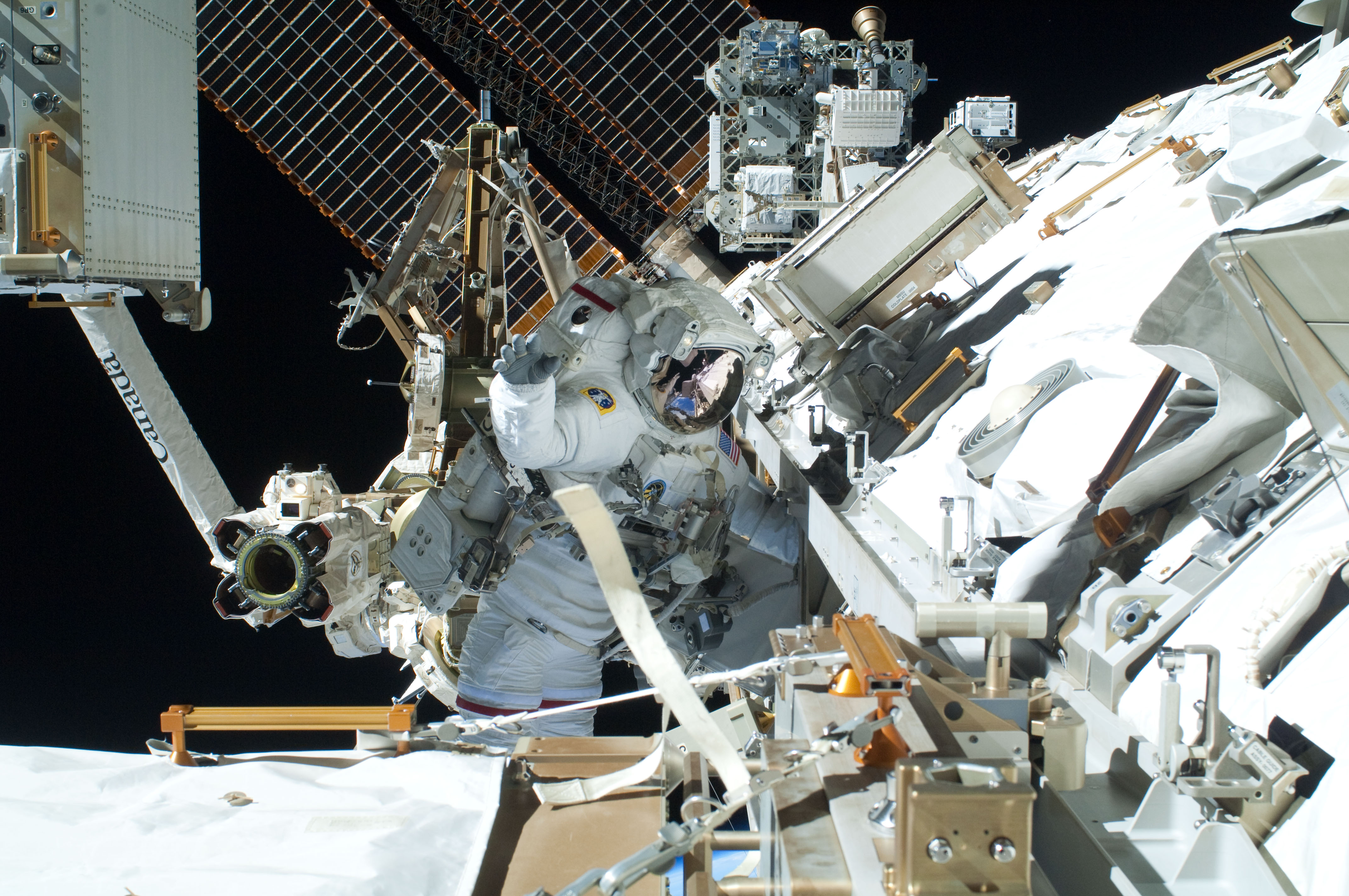
Мастраккіо — другий вихід у відкритий космос

Координатором виходу всередині станції була Дороті Меткаф-Лінденбергер.
Початок виходу було заплановано на 6 годин 16 хвилин. Астронавти були готові до виходу раніше запланованого часу.
Вихід почався о 5 годині 30 хвилин. Астронавти попрямували до сегмента S1, де знаходиться бак з аміаком системи охолодження станції.
Астронавти від'єднали старий бак, і Мастраккіо підійняв його над головою, в той час як Андерсон давав вказівки, щоб допомогти Стефані Вілсон правильно позиціонувати робота-маніпулятора станції. О 6 годині 29 хвилин бак був захоплений маніпулятором і потім перенесений до рухомому візку, на якій він був тимчасово поміщений і закріплений (7:00 26 хвилин). Поки маніпулятор переміщався до нового баку, астронавти встановили пристрій захоплення на сегменті Р1.

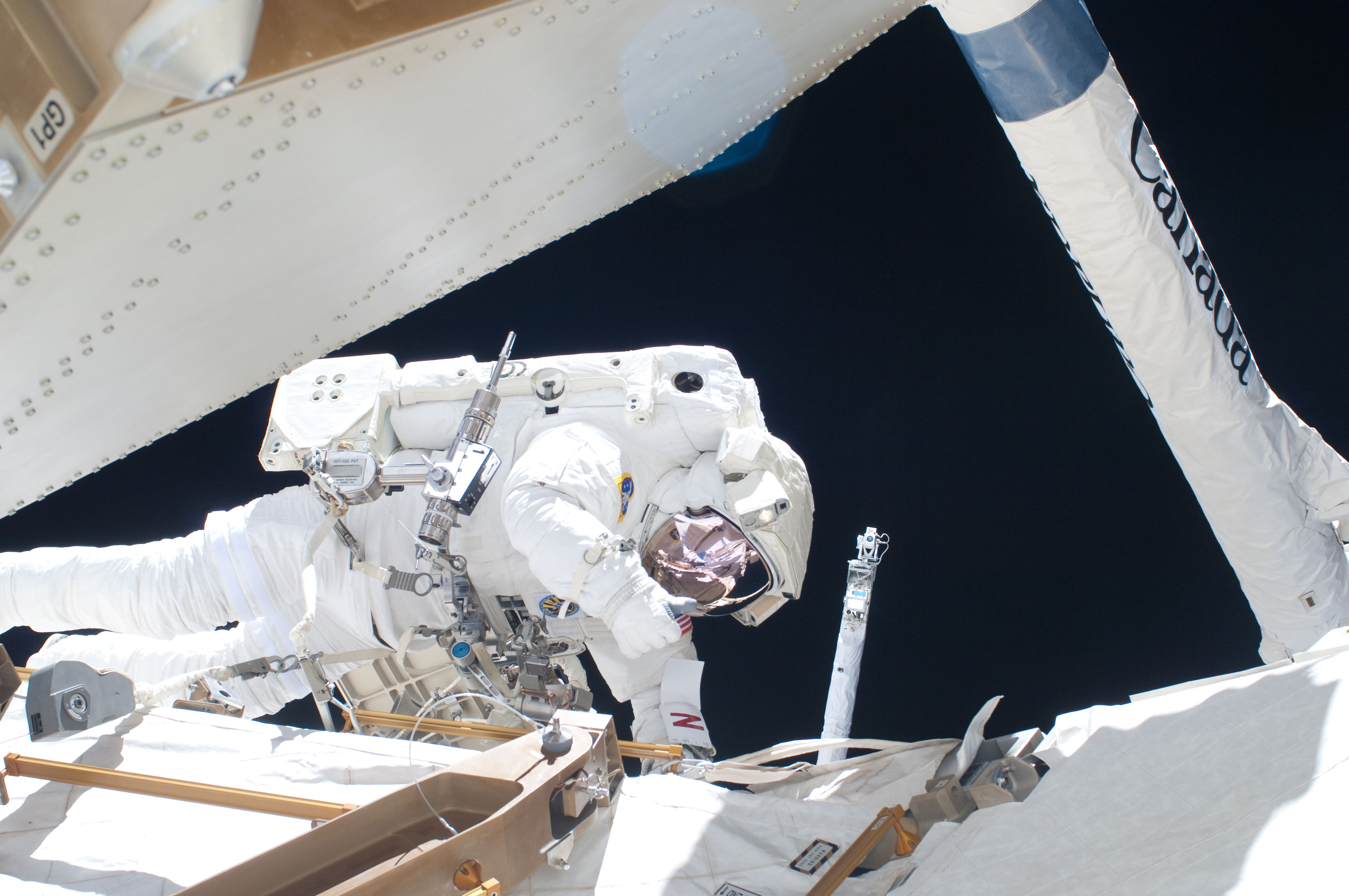
Андерсон — другий вихід у відкритий космос

О 7 годині 52 хвилини маніпулятором був зачеплений новий бак аміаку, який був тимчасово закріплений на фермової конструкції під час першого виходу у відкритий космос. О 8 годині 48 хвилин новий бак був підведений до місця встановлення на сегменті «S1». О 9 годині 9 хвилин Мастраккіо і Андерсон встановили бак на призначене для нього місце. Астронавти розпочали встановлення нового бака замість щойно демонтованого старого. При закріпленні бака астронавти зіткнулися з проблемою: довгий час вони не могли закрутити останній з чотирьох гвинтів. Андерсон повернувся в шлюзовий модуль і приніс додаткові інструменти. Після декількох спроб, втративши на цьому півтори години часу, астронавтам вдалося впоратися з цією проблемою. О 10 годині 46 хвилин астронавти закріпили бак і розпочали підключати кабелі та приєднувати шланги, якими до бака підводиться аміак і азот. Робота не була виконана до кінця через нестачу часу. Астронавти повинні були раніше ввійти в шлюзовий модуль, щоб мати час для огляду та очищення своїх скафандрів, які могли бути забруднені залишками аміаку із системи охолодження.
Об 11 годині 30 хвилин астронавти повернулися до знятого баку аміаку і від'єднали його від рухомого візка і встановили на ньому кріплення, за допомогою яких цей бак буде зафіксований у вантажному відсіку «Діскавері» для повернення на Землю. Бак був знову захоплений роботом-маніпулятором і перенесений на інший бік фермової конструкції. Тут старий бак залишиться до наступного виходу у відкритий космос.
Додатково астронавти повинні були зняти панель мікрометеоритного захисту, але через брак часу, ця робота перенесена на третій вихід у космос.
О 12 годині 45 хвилин астронавти повернулися в шлюзовий модуль «Квест». О 12 годині 53 хвилини був закритий люк шлюзового модуля.
Вихід закінчився о 12 годині 56 хвилин. Тривалість виходу склала 7 годин 26 хвилин.
Це був 142 вихід у відкритий космос, пов'язаний з МКС, і 235 вихід, здійснений американськими астронавтами.

### Восьмий день польоту
12 квітня 1:51 — 12 квітня 18:21
Космонавти і астронавти довготривалої експедиції МКС спілкувалися з президентом Росії Д. А. Медведєвим, який привітав космонавтів з днем космонавтики (початок розмови о 7 годині 45 хвилин за Гринвічем).
Астронавти продовжили перенесення обладнання з «Діскавері» в станцію і результатів експериментів і непотрібного більше на станції обладнання в зворотному напрямку: зі станції в «Діскавері».
Японські астронавти Наоко Ямазакі і Соїті Ногуті розмовляли з японськими студентами і колишнім астронавтом Мамору Морі (початок розмови о 10 годині 41 хвилині).
Астронавти спілкувалися з репортерами американських радіо і телевізійних станцій: ABC, MSNBC, Fox і KUSA-TV (початок розмови в 15 годин 36 хвилин).
Річард Мастраккіо і Клей Андерсон готували свої скафандри, обладнання та інструменти до майбутнього (наступного дня) третього виходу у відкритий космос.

### Дев'ятий день польоту
13 квітня 2:21 — 13 квітня 19:21
Третій вихід у відкритий космос. Завершення підключення знову змонтованого бака в системі охолодження станції, перенесення демонтованого бака аміаку у вантажний відсік шатлу для відправлення на Землю, демонтаж не потрібної більш протиметеоритної панелі з зовнішньої складської платформи № 2.

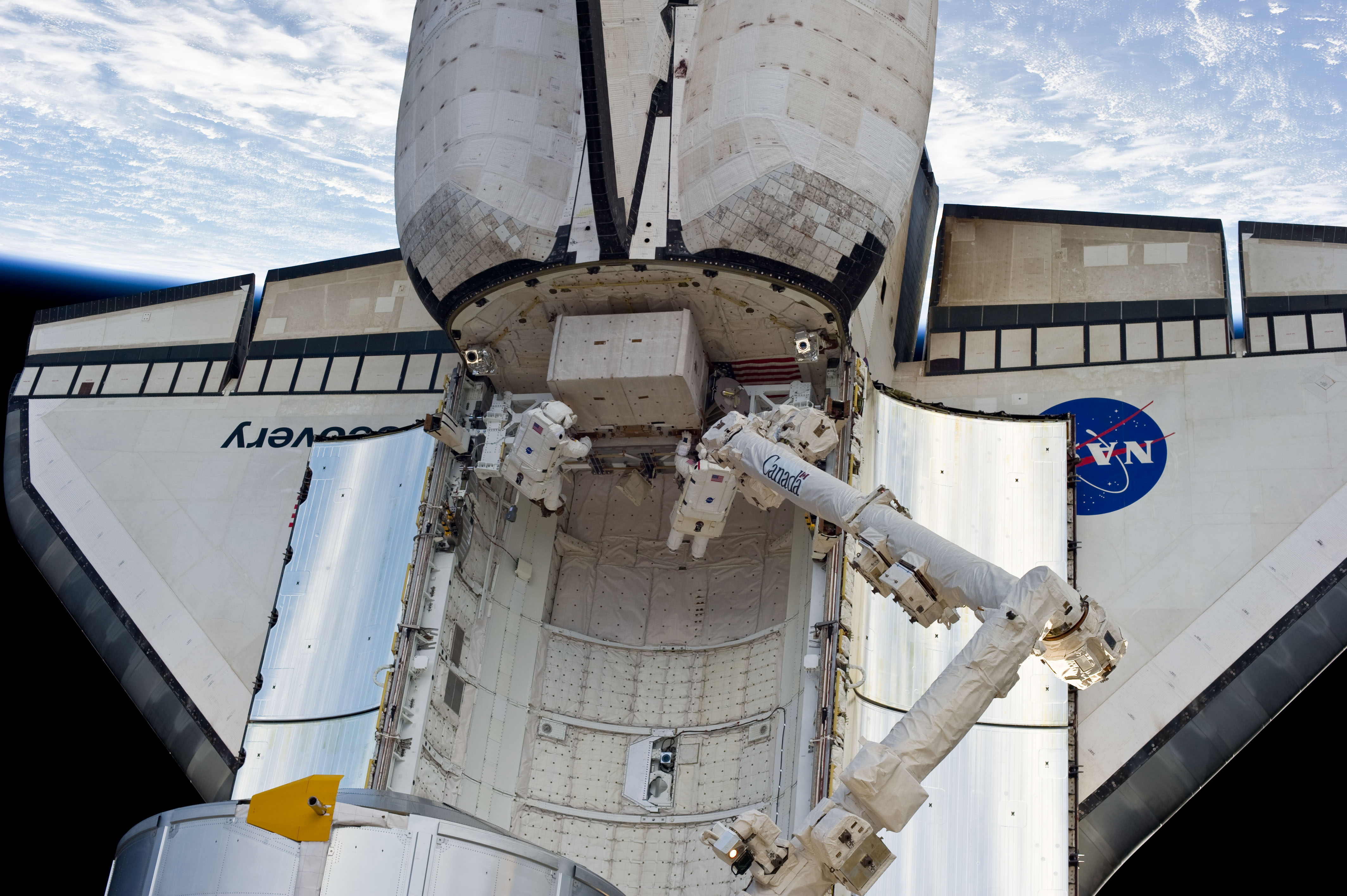
Підготовка до виходу в модулі «Квест»

Координатором виходу всередині станції була Дороті Меткаф-Лінденбергер. Роботом-маніпулятором управляли Стефані Вілсон і Джеймс Деттон з модуля «Дестіні». Вихід почався о 6 годині 14 хвилин, майже на годину раніше запланованого часу.
Мастраккіо попрямував до сегмента «S1», щоб підключити підвідні шланги до нового баку аміаку, встановленому на сегменті «S1» під час другого виходу. Андерсон попрямував до складської платформи № 2, щоб зняти з неї захисну панель.
О 7 годині Мастраккіо під'єднав всі шланги до баку. О 7 годині 33 хвилини Андерсон зняв захисну панель і переніс її в шлюзовий модуль.
Обидва астронавта попрямували до бака аміаку, щоб підготувати його до установки в вантажному відсіку шатла. Стефані Вілсон і Джеймс Деттон за допомогою робота-маніпулятора підійняли старий бак аміаку і почали переносити його у вантажний відсік шатлу. О 8 годині 30 хвилин бак був опущений у вантажний відсік «Діскавері». О 9 годині 10 хвилин Андерсон і Мастраккіо відчепили бак від маніпулятора і встановили його в спеціальній транспортній конструкції у вантажному відсіку. Астронавти знову зіткнулися з проблемою, при закручуванні кріпильних гвинтів. Зрештою (10 година 35 хвилин), астронавтам вдалося закрутити всі гвинти. Знятий з МКС і доставлений на Землю бак аміаку буде відремонтований, знову наповнений аміаком і знову відправлений на МКС.
Через затримки, викликаної проблемами під час закріплення старого бака, керівництво польотом ухвалило рішення відмовитися від запланованого перенесення експериментальних зразків з зовнішньої поверхні європейського модуля «Колумбія» у вантажний відсік шатлу для відправлення на Землю. Замість цього астронавти провели підготовчі роботи перед установкою нової антени на сегменті «Z1». Нова антена буде встановлена під час польоту шатла «Атлантіс» STS-132. О 12 годині астронавти закінчили роботу на сегменті «Z1» і почали збирати свої інструменти. О 12 годині 26 хвилин вони повернулися в шлюзовий модуль «Квест».
Вихід закінчився о 12 годині 38 хвилин. Тривалість виходу склала 6 годині 24 хвилини.
Це був 143 вихід у відкритий космос, пов'язаний з МКС, і 236 вихід здійснений американськими астронавтами. Це був шостий вихід Річарда Мастраккіо, його сумарний час у відкритому космосі склав 38 годин 30 хвилин. Це був також шостий вихід Клея Андерсона, його сумарний час у відкритому космосі склав 38 годин 28 хвилин.
При включенні нового, щойно під'єднаного до системи, бака аміаку виявилося, що один з вентилів на шлангу підвідному для азоту не функціонує.

### Десятий день польоту
14 квітня 3:21 — 14 квітня 20:21
Астронавти продовжували перенесення доставлених на станцію вантажів. Астронавти «Діскавері» і МКС брали участь у прес-конференції (початок об 11 годині 26 хвилин) для засобів масової інформації США, Росії та Японії. Астронавти мали час для відпочинку. У рамках освітньої програми НАСА, астронавти брали участь у розмові зі студентами однієї з шкіл в Північній Кароліні.

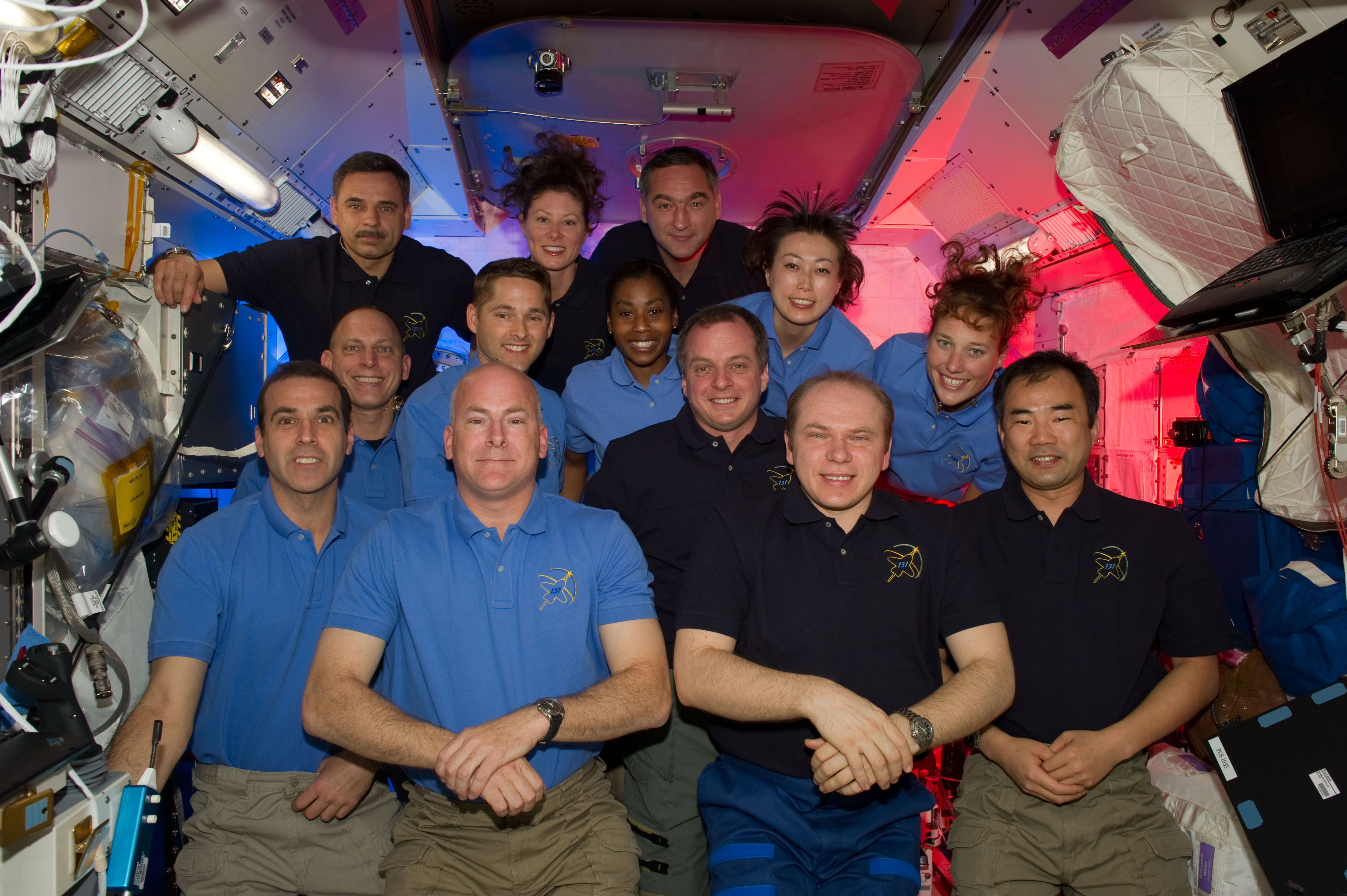
Спільний портрет екіпажів «Діскавері» і МКС

Інженери на Землі намагалися усунути несправність вентиля на лінії, що підводить азот до нового баку з аміаком в системі охолодження станції. Усунути несправність поки не вдалося. Якби за допомогою команд з центру управління польотом несправність не вдалося усунути, то для вирішення проблеми довелося виходити у відкритий космос. Доти на станції функціонуватиме тільки одна петля охолодження. Клапан мали налагодити не пізніше кінця квітня, інакше, щоб не було перегріву, половина електронного обладнання станції мала бути відключена.
Зусилля фахівців на Землі з відновлення працездатності клапана були безуспішні. НАСА розглядало можливість здійснення виходу у відкритий космос для заміни бака з азотом, в якому знаходиться несправний клапан. На фермовій конструкції станції, на зовнішніх складських платформах, є два запасні баки з азотом. Розглядалися два варіанти: або політ «Діскавері» продовжується на добу, і вихід здійснюють астронавти шатла, або вихід здійснюють астронавти МКС, відразу ж після відльоту «Діскавері».

### Одинадцятий день польоту
15 квітня 4:21 — 15 квітня 20:21
Меган Макартур повідомила командиру «Діскавері» Алану Пойндекстеру, що НАСА ухвалило рішення не додавати в план польоту «Діскавері» четвертий вихід у відкритий космос для заміни бака з азотом в системі охолодження станції. Фахівці НАСА вважали, що петля А системи охолодження може деякий час функціонувати попри клапан, що заклинив в баку з азотом. Ймовірно, вихід, для заміни бака з азотом, виконають пізніше астронавти МКС або астронавти, які прибудуть на станцію в травні на шатлі «Атлантіс» STS-132.

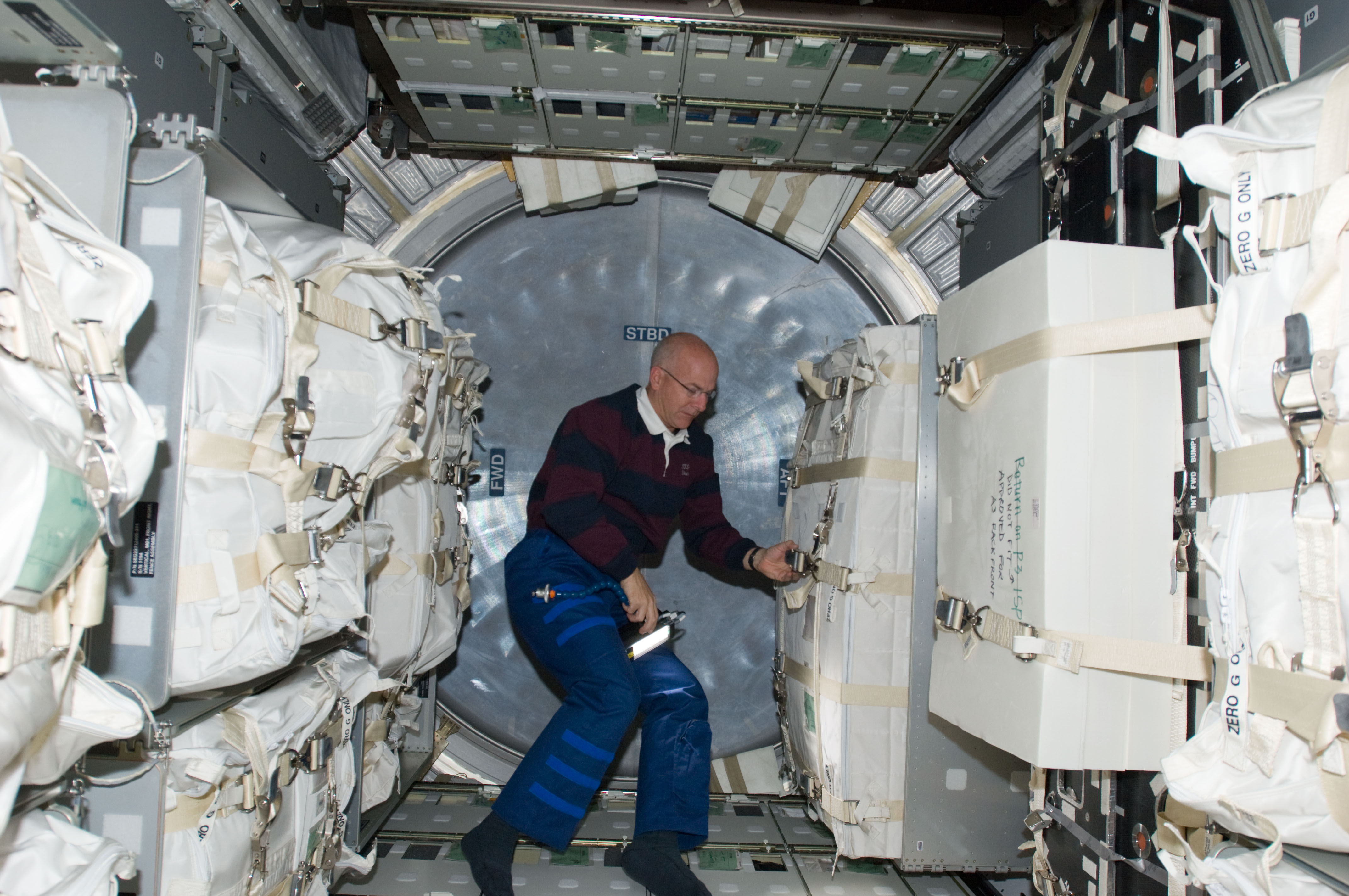
Алан Пойндекстер працює в модулі «Леонардо»

Астронавти закінчили переноску обладнання з модуля «Леонардо» у станцію і у зворотному напрямку результатів експериментів, проведених на МКС, і непотрібного більше на станції обладнання. Всього в модулі «Леонардо» для повернення на Землю додано приблизно 2,5 тонни вантажу. Закриття модуля «Леонардо» було заплановано на 7 годину, відстикування модуля — на 12 годину 45 хвилин.
О 7 годині 38 хвилин астронавти повідомили, що розвантажувально-навантажувальні роботи в модулі «Леонардо» завершені, і люк в модуль був закритий. Відстикування модуля затрималося на одну годину через проблеми, що виникли в кабельному роз'ємі електронного блоку управління стикувального механізму. О 12 годині 30 хвилин фахівці НАСА на Землі продовжували тестувати стикувальний механізм між модулем «Леонардо» і модулем «Гармонія». Після численних тестів і маніпуляцій з роз'ємами блоку управління, фахівцям на Землі і астронавтам на шатлі, зрештою, вдалося усунути виниклу проблему.
О 17 годині 25 хвилин була розпочата розгерметизація переходу між модулями «Леонардо» і «Гармонія». У 17 годин 56 хвилин модуль «Леонардо» був зачеплений роботом-маніпулятором станції. Через три години модуль був відстикований від нижнього порту модуля «Гармонія». О 19 годині 40 хвилин була закінчена розгерметизація переходу між модулями «Леонардо» і «Гармонія». О 19 годині 48 хвилин надійшла команда на відстикування. О 20 годині 19 хвилини спрацювали послідовно всі шістнадцять автоматичних гвинтів і чотири засувки. О 20 годині 24 хвилини (приблизно на сім годин пізніше, ніж було заплановано) модуль «Леонардо» відстикований від станції і утримується на маніпуляторі. О 20 годині 55 хвилин модуль «Леонардо» підведений до вантажного відсіку шатла.
Через затримку проблемою в стикувальному механізмі астронавти змушені були продовжити свій робочий день на одну годину до 21 години 20 хвилин. Модуль «Леонардо» залишився у підвішеному над вантажним відсіком шатла стані на всю ніч. Установка і закріплення «Леонардо» у вантажному відсіку перенесена на наступний день.

### Дванадцятий день польоту
16 квітня 5:21 — 16 квітня 20:21
Робочий день астронавтів був зміщений на годину вперед.

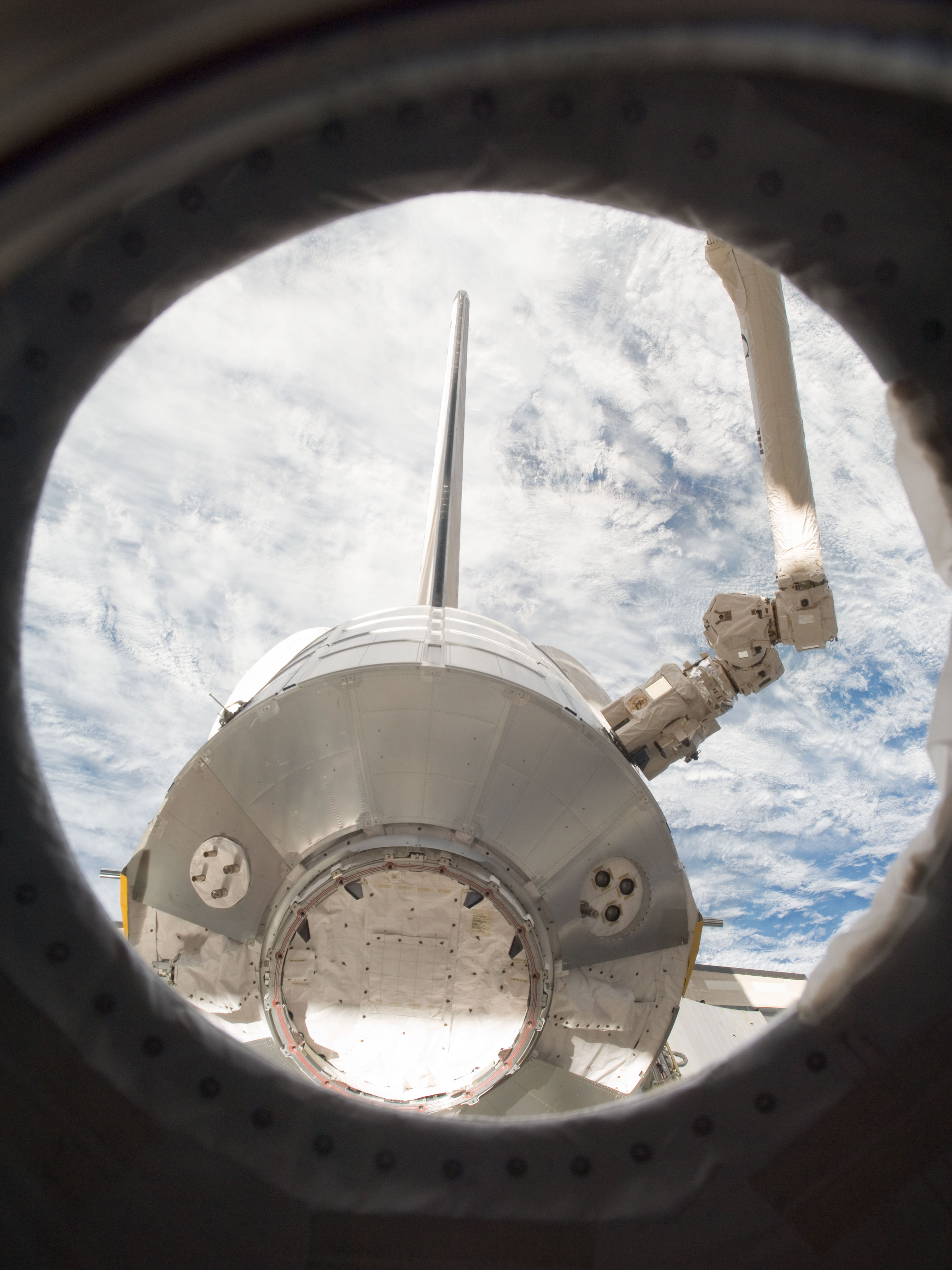
Завантаження модуля «Леонардо» у вантажний відсік шатлу

О 6 годині 50 хвилин продовжили завантаження модуля «Леонардо» у вантажний відсік. Маніпулятором з модуля «Дестіні» управляють Стефані Вілсон і Наоко Ямазакі. Дороті Меткаф-Лінденбергер, яка знаходиться в кабіні «Діскавері», координує приміщення «Леонардо» у вантажний відсік і управляє кріпленнями, які фіксують модуль «Леонардо» у вантажному відсіку. О 7 годині 15 хвилин «Леонардо» закріплений у вантажному відсіку «Діскавері». Після повернення на Землю, модуль «Леонардо» буде модифікований і знову відправлений у шатлі «Діскавері» STS-133 на МКС, де він залишиться на станції як додаткове приміщення.
Після закінчення робіт з модулем «Леонардо», астронавти розпочали виконання основного завдання дня — інспекція теплозахисного покриття шатла. Інспекція почалася о 8 годині 16 хвилин. За допомогою лазерного сканера і камери високої роздільності, закріплених на кінці п'ятидесятифутового подовжувача, який, у свою чергу, підвішений на кінці робота-маніпулятора станції, астронавти почали обстежувати праве крило «Діскавері». Маніпулятором керують Стефані Вілсон, Дороті Меткаф-Лінденбергер, Джозеф Деттон і Наоко Ямазакі. Згідно з планом обстеження правого крила має тривати 3 години 45 хвилин. Однак, астронавти виконали цю роботу швидше. Обстеження правого крила закінчилося о 10 годині 33 хвилини. Почалося обстеження носової частини «Діскавері». О 12 годині 12 хвилин астронавти продовжили обстеження лівого крила шатла. Інспекція була закінчена о 12 годині 55 хвилин. Зображення отримане в результаті інспекції передається для аналізу на Землю через антену Ku діапазону МКС, бо аналогічна антена «Діскавері» не функціонує.

### Тринадцятий день польоту
17 квітня 4:21 — 17 квітня 20:21
Екіпажі «Діскавері» і МКС попрощалися в модулі «Гармонія».
О 10 годині 30 хвилин був закритий люк між «Діскавері» і МКС.
О 12 годині комплекс МКС + «Діскавері» був розгорнутий на 180°, так що «Діскавері» виявився попереду комплексу по напрямку руху по орбіті.
«Діскавері» відстикувався від станції о 12 годині 52 хвилини. Тривалість спільного польоту «Діскавері» і МКС склала 10 діб 5:00 8 хвилин. Під час відстикування МКС і «Діскавері» знаходилися над Папуа Нова Гвінея.

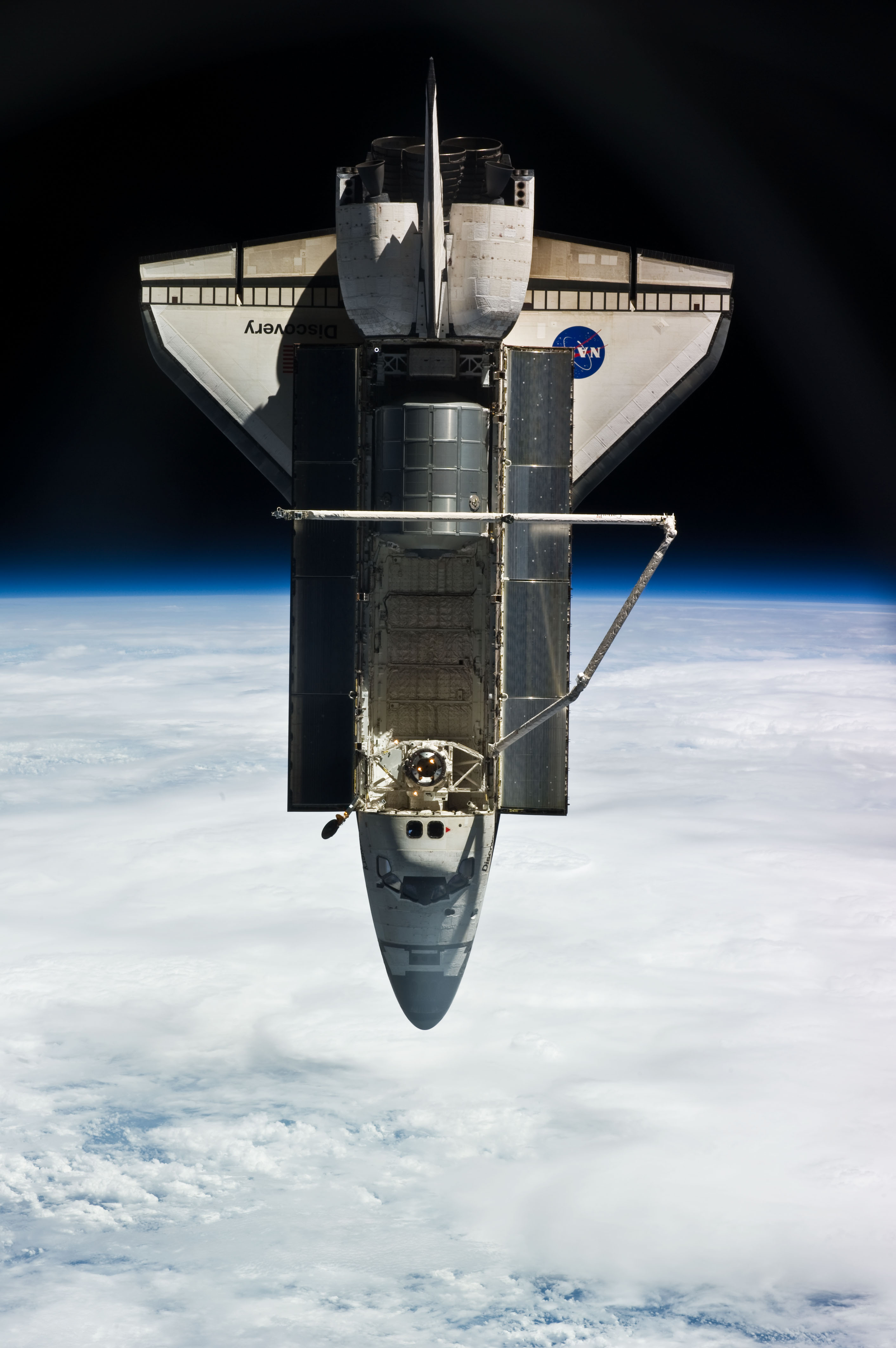
«Діскавері» віддаляється від МКС

О 13 годині «Діскавері» віддалився від станції на відстань 30 метрів (100 футів) і віддаляється від станції зі швидкістю 0,08 м/с.
О 13 годині 14 хвилин шатл відійшов від станції на відстань 120 метрів. Пілот шатла Джеймс Деттон почав традиційний обліт МКС. О 13 годині 21 хвилину шатл і станція пролітали над Дакотою. О 13 годині 26 хвилин шатл над станцією, о 13 годині 39 хвилин — ззаду, о 13 годині 50 хвилин — під станцією, о 13 годині 59 хвилин — знову перед станцією, обліт закінчений. Лагідне включення двигунів шатла. О 14 годині 5 хвилин шатл на відстані 230 метрів. О 14 годині 15 хвилин шатл на відстані 760 метрів і віддаляється від станції зі швидкістю 1,2 м/с. О 14 годині 29 хвилин на 13 секунд були увімкнені двигуни, і «Діскавері» остаточно віддалився від станції.
Екіпаж шатла має відносно вільний день, оскільки інспекція теплозахисного покриття шатла, яка зазвичай проводиться відразу після відстикування, через несправність антени Ku діапазону, була вже пророблена раніше.
Астронавти поклали робот-маніпулятор і його подовжувач у вантажному відсіку (17 годин 40 хвилин). О 18 годині була згорнута непрацююча антена Ku діапазону.
Після аналізу зображень теплозахисного покриття, фахівці НАСА оголосили, що «Діскавері» не має пошкоджень і може безпечно приземлятися.
Метеорологи передбачають несприятливу для приземлення погоду на час приземлення шатла в понеділок.
- Шатл «Діскавері» виконує обліт Міжнародної космічної станції до того, як екіпаж STS-131 розпочне свій рейс додому

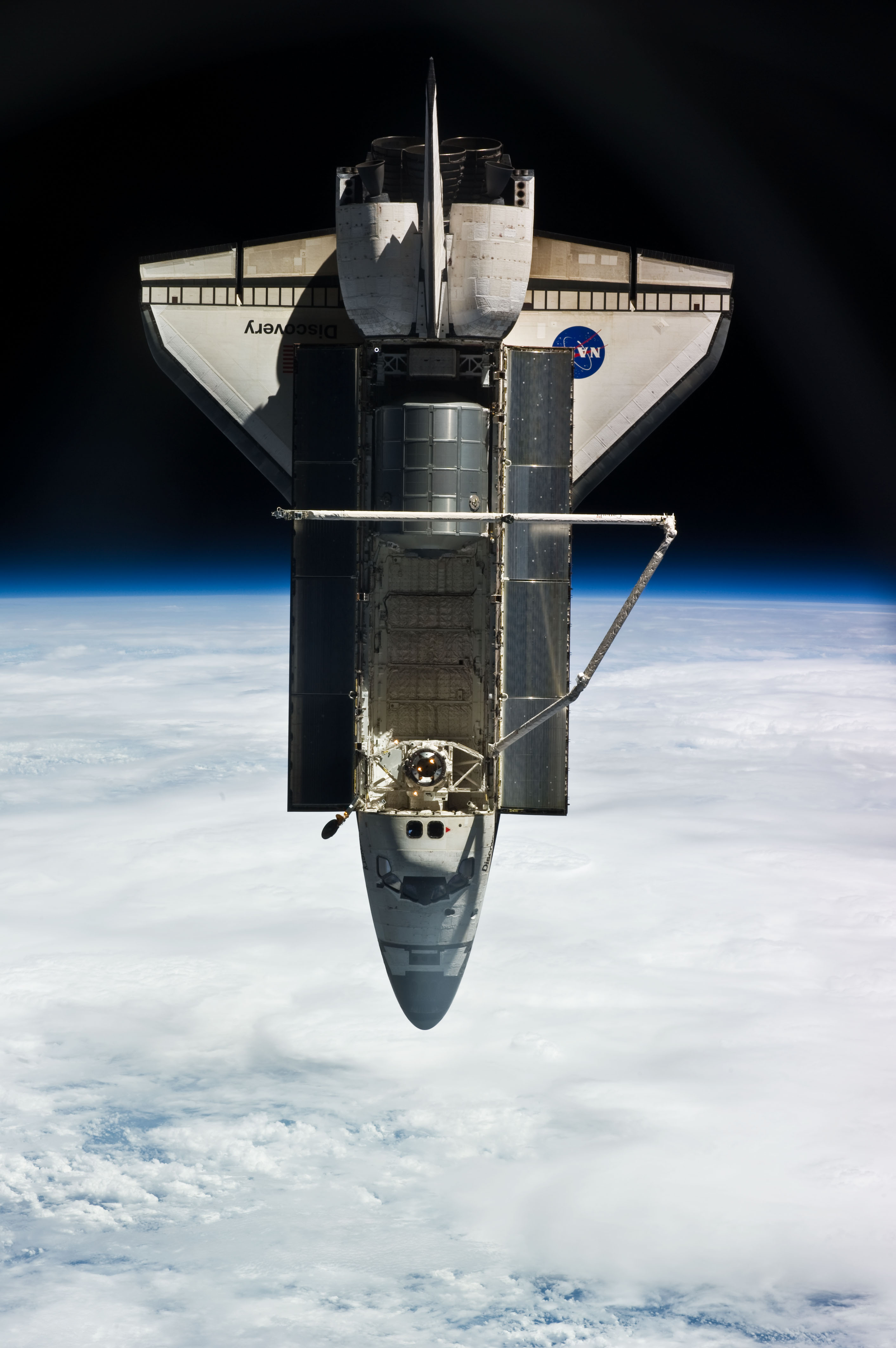
Шатл «Діскавері» незабаром після того, як шаттл і станція розпочали відносне відокремлення
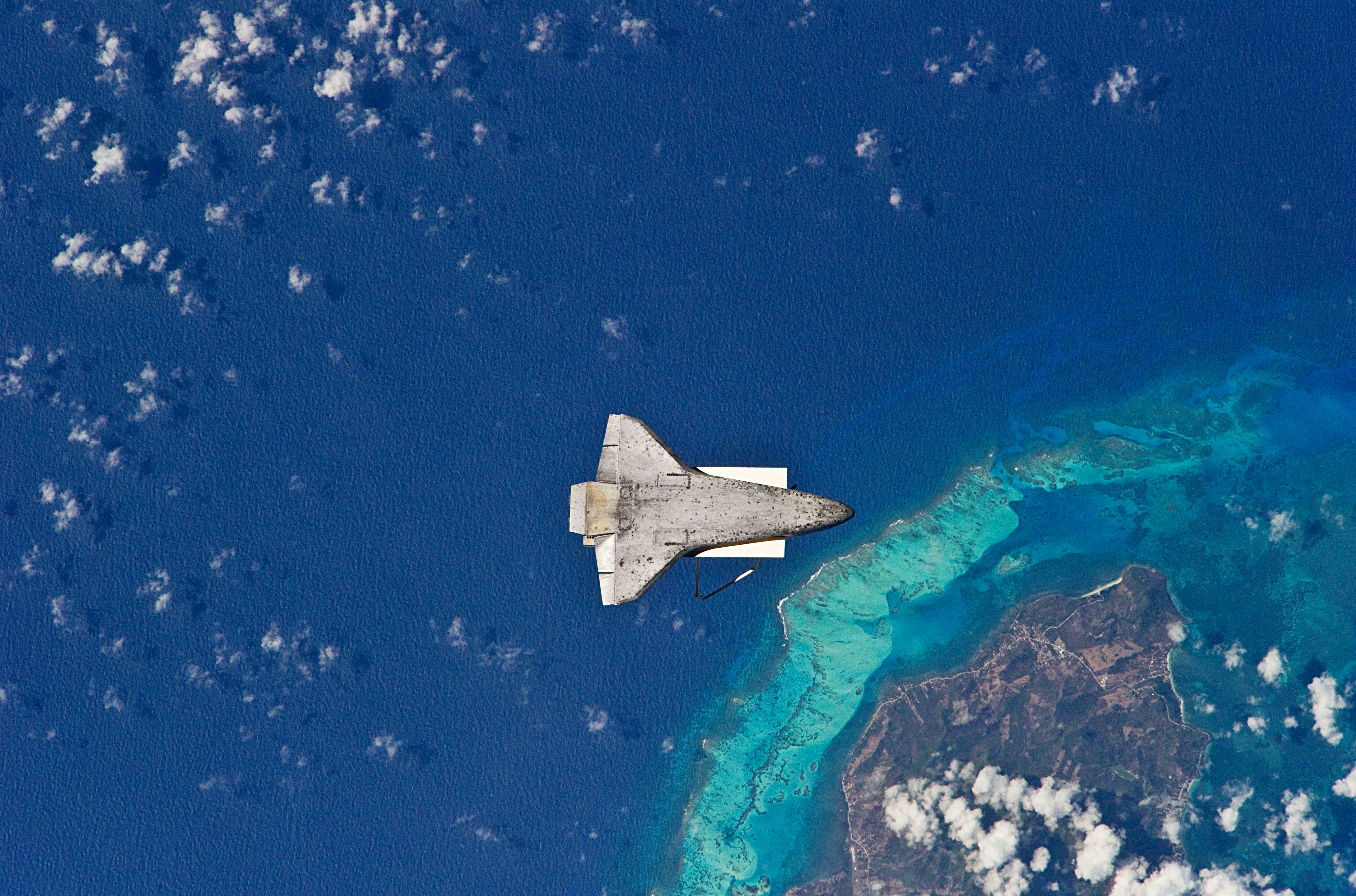
Фото нижньої сторони шатла «Діскавері», зроблене членом екіпажу експедиції 23 на МКС
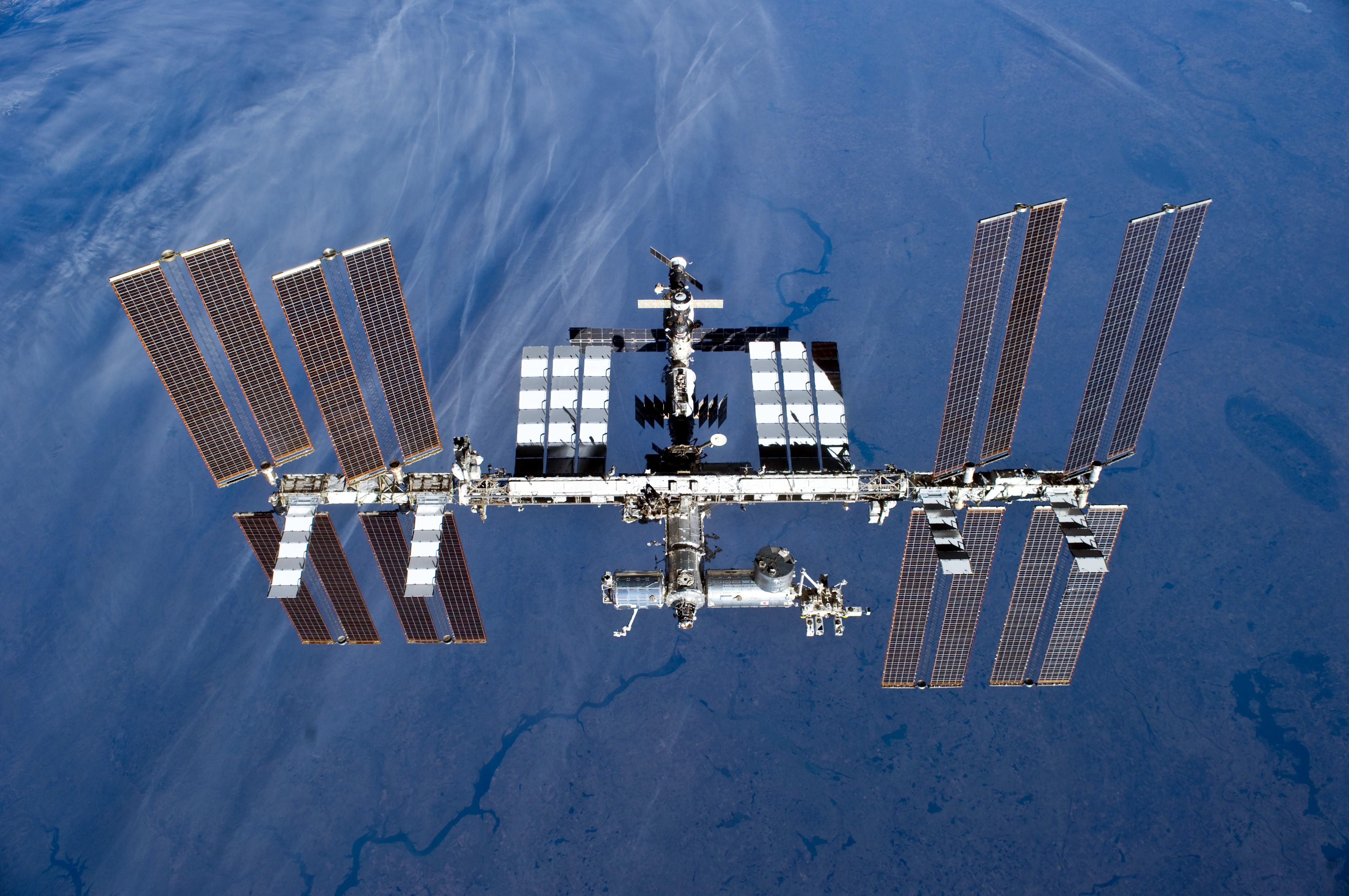
Фото МКС зроблене екіпажем шатла «Діскавері» STS-131

### Чотирнадцятий день польоту
18 квітня 4:21 — 18 квітня 20:21
Астронавти готуються до приземлення, вони укладають свої речі і обладнання та перевіряють ще раз системи шатлу, задіяні під час сходження з орбіти і приземлення.

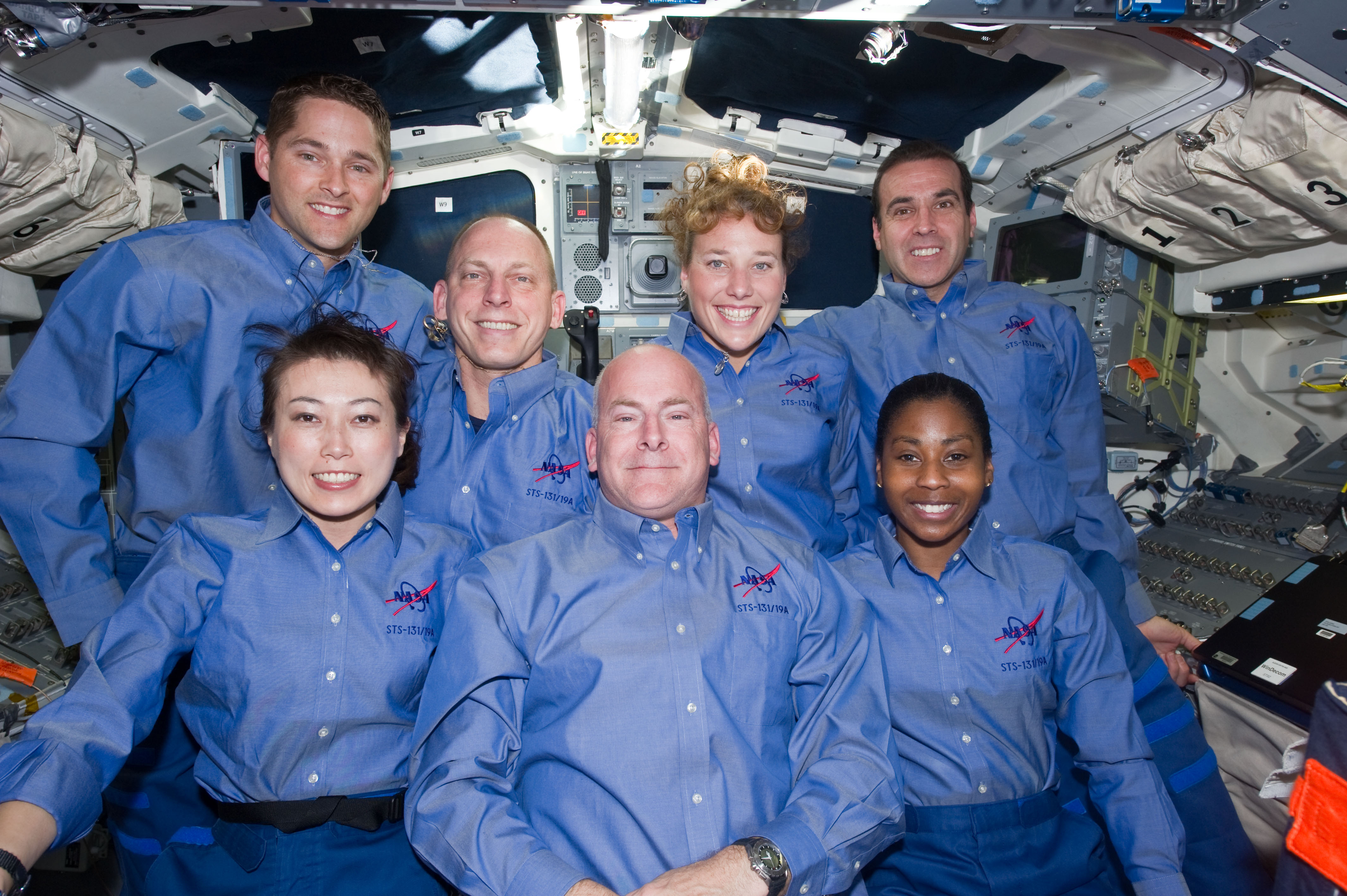
Екіпаж «Діскавері» на орбіті

На понеділок не передбачаються можливості приземлення в Каліфорнії на військово-повітряній базі Едвардс.
«Діскавері» має дві можливості для приземлення в понеділок 19 квітня на злітно-посадковій смузі Космічного центру імені Кеннеді у Флориді: о 12 годині 51 хвилину (8 годин 51 хвилину за часом космодрому) і 14 годин 26 хвилин.
19 квітня «Діскавері» мав дві можливості для приземлення в космічному центрі Кеннеді:
- 222 виток, гальмування об 11 годині 43 хвилини, приземлення о 8 годині 48 хвилин
- 223 виток, гальмування в 13 годин 17 хвилин, приземлення в 14 годин 23 хвилини.

### П'ятнадцятий день польоту
19 квітня 4:21 — 19 квітня 19:21
Цього дня шатл мав дві можливості для приземлення.
- На 222 витку: включення двигунів на гальмування о 11 годині 43 хвилини 20 секунд. Тривалість гальмівного імпульсу 3 хвилини 11 секунд. Приземлення о 12 годині 48 хвилин 36 секунд.
- На 223 витку: включення двигунів на гальмування в 13 годин 17 хвилини 48 секунд. Приземлення в 14 годин 23 хвилини 30 секунд.

Траєкторія приземлення «Діскавері» пролягає поперек території США з північного заходу на південний схід.
Після пробудження астронавти почали підготовку до приземлення. О 9 годині погодні умови на місці приземлення залишаються несприятливими. Прогноз на час приземлення також несприятливий. О 9 годині 3 хвилини був закритий вантажний відсік «Діскавері». Об 11 годині ухвалено рішення про скасування приземлення на 222 витку і перенесення спроби приземлення на 223 виток, час приземлення — 14 годин 23 хвилини.
О 12 годині 45 хвилин погодні умови на мисі Канаверал не покращуються: низька хмарність 820 метрів, видимість близько 3,2 км, дощ в тридцятимильній зоні навколо місця приземлення.
О 12 годині 57 хвилин ухвалено рішення про скасування й другої спроби приземлення.
Приземлення «Діскавері», що планувалося на цей день, було скасоване через низьку хмарність і велику ймовірність дощу над космодромом на мисі Канаверал. Приземлення перенесено на наступний день — вівторок, 20 квітня. Погода в Каліфорнії була сприятливою для приземлення. 20 квітня «Діскавері» мав можливість приземлятися або у Флориді або в Каліфорнії. Ресурсів шатла було достатньо для продовження польоту до середи, 21 квітня.
20 квітня «Діскавері» мав п'ять можливостей для приземлення, дві у Флориді і три в Каліфорнії.
Можливості для приземлення 20 квітня в космічному центрі у Флориді:
- На 237 витку, гальмівний імпульс у 10:28:50, приземлення в 11:34:08
- На 238 витку, гальмівний імпульс у 12:02:59, приземлення в 13:08:37

Можливості для приземлення 20 квітня на військово-повітряній базі Едвардс у Каліфорнії:
- На 238 витку, гальмівний імпульс у 11:56:29, приземлення в 13:01:17
- На 239 витку, гальмівний імпульс у 13:30:59, приземлення в 14:35:57
- На 240 витку, гальмівний імпульс у 15:05:39, приземлення в 16:11:06

Прогноз погоди на 20 квітня був несприятливим для Флориди.

### Шістнадцятий день польоту
20 квітня 3:21 — 20 квітня 13:08
О 6 годині 40 хвилин екіпаж почав готуватися до приземлення.
О 7 годині 52 хвилини був закритий вантажний відсік «Діскавері».
Над космодромом на літаку Т-38 кружляє астронавт Кріс Фергюсон і веде постійні спостереження за погодою. О 7 годині 30 хвилин погода в районі космодрому покращилася в порівнянні з попереднім (19 квітня) днем, але поширюється туман і дощ над океаном.
О 10 годині 11 хвилин ухвалено рішення про пропуск першої можливості для приземлення на мисі Канаверал. Причина та ж — несприятлива, мінлива погода: дощ в районі узбережжя і поширюється туман в районі посадкової смуги.
Наступні можливості для приземлення: у 13 годин 1 хвилину на військово-повітряній базі Едвардс або о 13 годині 8 хвилин на мисі Канаверал.
В 11 годин 34 хвилин погода на мисі Канаверал покращилася. Всі параметри в межах допустимих для приземлення. О 11 годині 43 хвилини керівник польоту Брайан Ленні приймає рішення про приземлення «Діскавері» на 238 витку на злітно-посадковій смузі № 33 на мисі Канаверал. Смуга № 33 розташована на відстані 4,8 км, на північний захід будівлі вертикального складання. Смуга має ширину 90 м (300 футів) і довжину 4,6 км.
О 12 годині 3 хвилини пілоти шатла вмикають двигуни на гальмування. Двигуни відпрацьовують 2 хвилини 57 секунд, шатл сходить з орбіти і спрямовується до Землі. О 12 годині 29 хвилин «Діскавері» розгортається в положення для входу в атмосферу: днище вперед, ніс вгору під кутом 40 °. О 12 годині 39 хвилин «Діскавері» входить у верхні шари атмосфери. У цей час знаходиться на висоті 122 км над північною частиною Тихого океану, південніше Аляски.
О 12 годині 45 хвилин «Діскавері» на висоті 74 км (46 миль) пролітає над Ванкувером. «Діскавері» пролітає над штатами Вашингтон, Монтана, Вайомінг, Небраска, Колорадо. О 12 годині 53 хвилини (за 15 хвилин до приземлення) «Діскавері» знаходиться на висоті 58 км, за 1450 км від місця приземлення, його швидкість — 17 700 км/год.
«Діскавері» пролітає над штатами Канзас, Оклахома, Арканзас, Міссісіпі, Алабама.
О 12 годині 56 хвилини (за 12 хвилин до приземлення) «Діскавері» знаходиться на висоті 50 км, за 640 км від місця приземлення, його швидкість — 11 300 км/год.
Далі «Діскавері» пролітає над штатом Джорджія і потім перетинає кордон штату Флорида.
О 13 годині (за 8 хвилин до приземлення) «Діскавері» знаходиться на висоті 35 км, за 260 км від місця приземлення, його швидкість — 5500 км год.
О 13 годині 4 хвилини (за 4 хвилин до приземлення) «Діскавері» знаходиться на висоті 16 км, за 109 км від місця приземлення, його швидкість — 1290 км/год. Командир «Діскавері» Алан Пойндекстер переходить на ручне управління.
О 13 годині 8 хвилин «Діскавері» успішно приземлився.

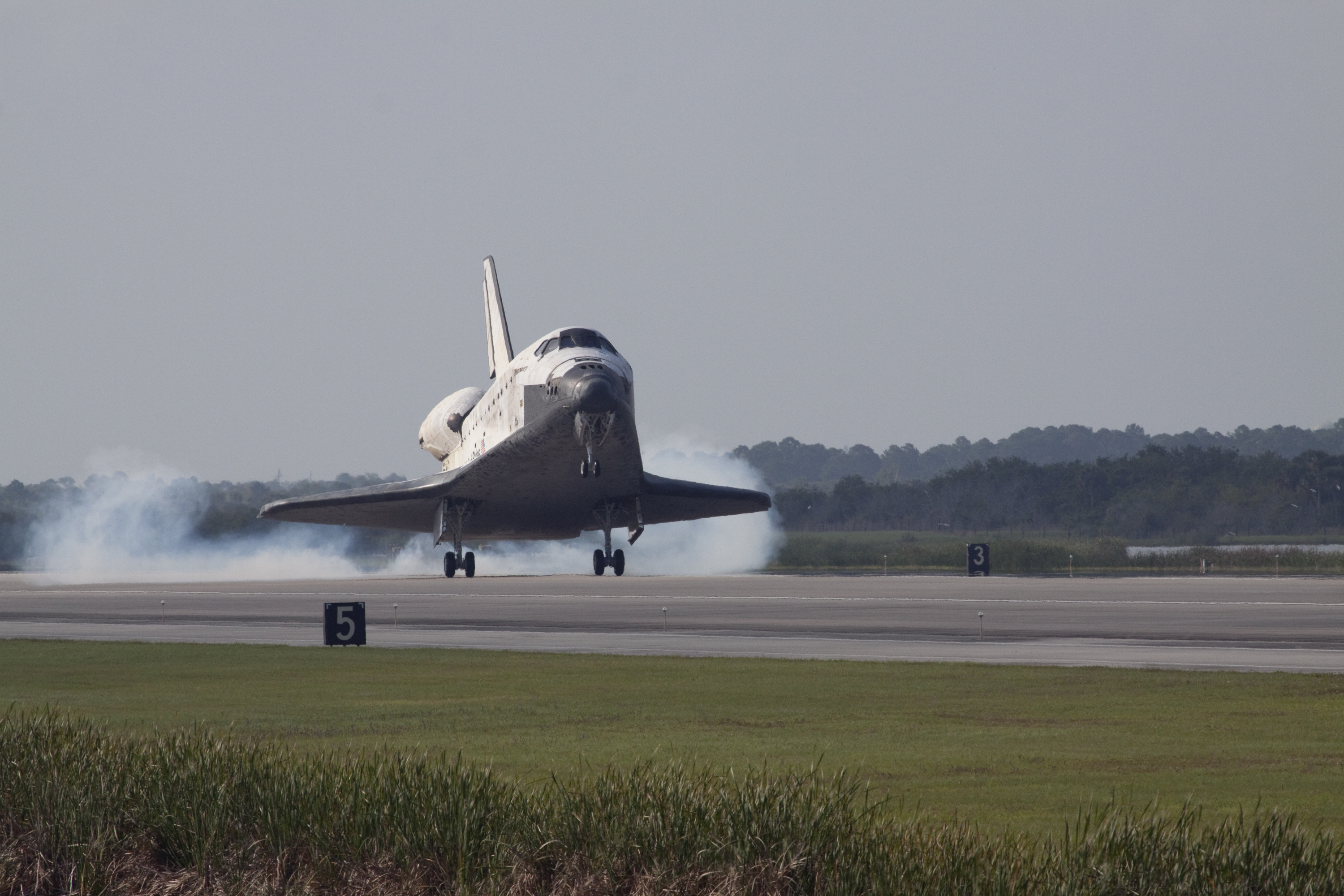
«Діскавері» приземляється

Тривалість польоту склала 15 діб 2 години 47 хвилин 10 секунд. «Діскавері» пройшов 10 млн.км. Це був 131-й політ шатла, 38-й політ «Діскавері», 33 політ шатла за програмою МКС.
О 14 годині астронавти вийшли з «Діскавері». Після первинного медичного огляду, астронавти вийшли на посадкову смугу для традиційного огляду свого космічного корабля.
О 20 годині «Діскавері» відбуксирували в ангар, де він буде готуватися до своєї останньої місії STS-133, старт якої призначений на 16 вересня 2010 року.

## Підсумки
Всі основні завдання, поставлені перед екіпажем «Діскавері», були виконані. Доставлено і змонтовано на МКС новий бак з аміаком для системи охолодження МКС. У модулі «Леонардо» доставлені нове наукове обладнання, запасні компоненти, матеріали для підтримки роботи екіпажу МКС. Проведено три успішні виходи у відкритий космос. Екіпаж мав деякі складності через відмову антени Ku діапазону. Політ «Діскавері» був продовжений на одну добу, щоб астронавти мали час для обстеження теплозахисного покриття шатла до відстикування від МКС. Після заміни бака з аміаком, з'ясувалося, що не функціонує вентиль на лінії азоту, що з'єднує новий бак з баком азоту. Керівництво польотом ухвалило рішення не ремонтувати вентиль, що вийшов з ладу, розраховуючи на те, що деякий час система охолодження МКС здатна функціонувати в такому стані. Це був передостанній політ «Діскавері».